# Narodnaja volja

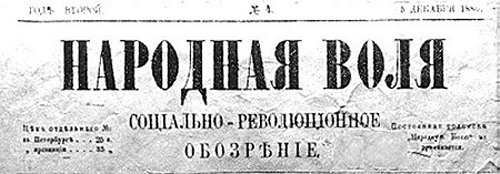
Il quarto numero del periodico «Narodnaja Volja», 17 dicembre 1880. Il sottotitolo della testata è Rivista social-rivoluzionaria.

Narodnaja volja (in russo Народная воля?, Volontà del popolo) fu un'organizzazione rivoluzionaria russa, nata nel 1879 insieme al gruppo Čërnyj peredel (Ripartizione nera) dalla dissoluzione della società populista Zemlja i Volja.
Mentre la Ripartizione nera continuò nelle campagne la tradizionale attività di propaganda populista, Narodnaja volja si pose l'obiettivo del passaggio al socialismo attraverso una preventiva democratizzazione della società russa da ottenere con una vasta azione terroristica mirante ad abbattere il regime zarista.
Il suo maggiore successo fu l'assassinio dello zar Alessandro II nel marzo del 1881. La mancata rivolta popolare sulla quale contavano i narodovol'cy e l'immediata repressione poliziesca causò il rapido declino di Narodnaja volja che scomparve come organizzazione nel 1886. Gli ideali di Narodnaja volja furono in gran parte ripresi dal Partito dei Socialisti Rivoluzionari che, fondato alla fine del secolo, tenne il suo primo congresso ufficiale nel 1906 e fu tra i protagonisti delle rivoluzioni russe del 1905 e del 1917.

## Da Zemlja i Volja a Narodnaja volja

### L'anarchismo

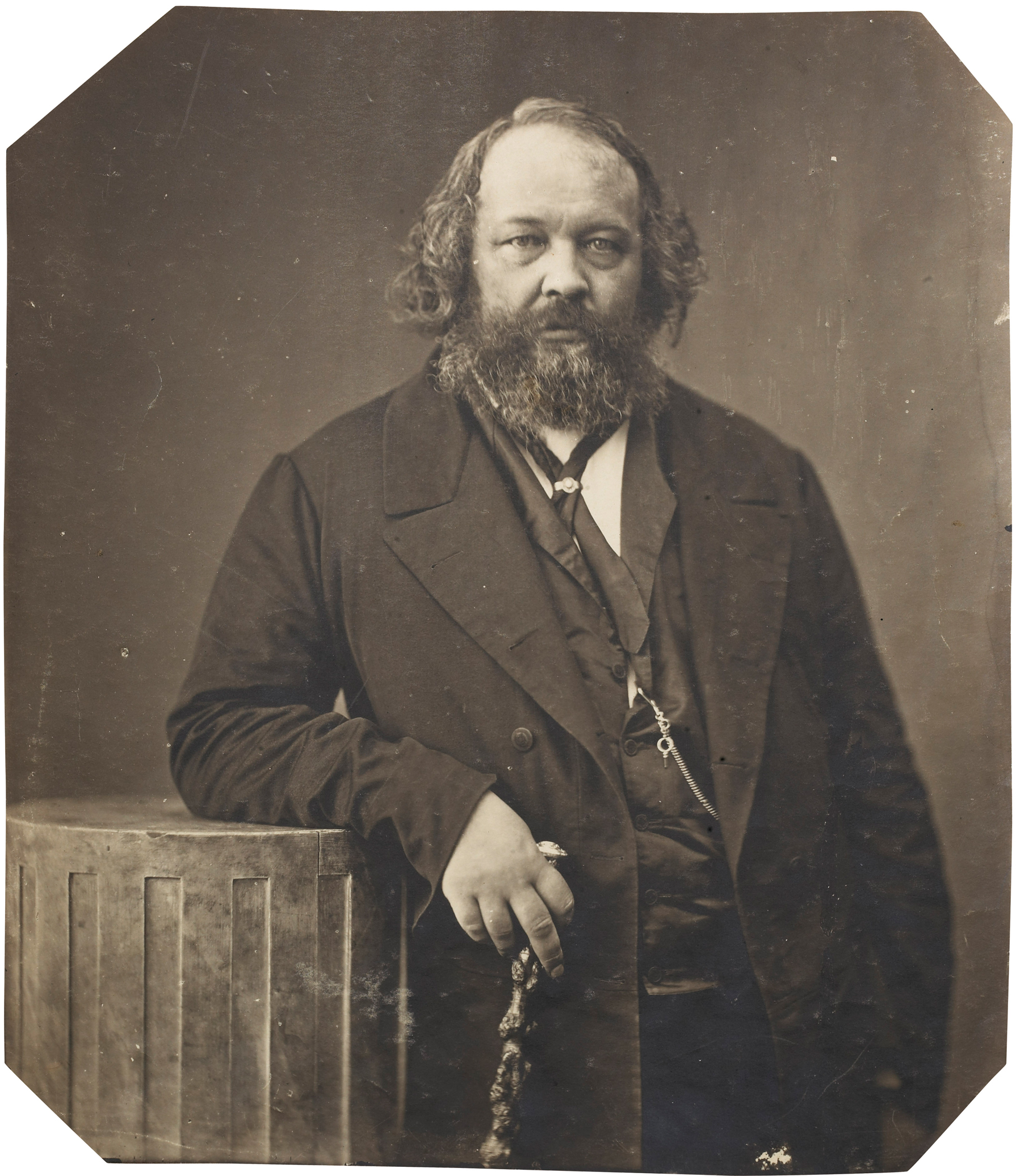
Michail Bakunin

I populisti degli anni Settanta erano convinti che nelle masse contadine russe fosse latente una grande forza rivoluzionaria. Una volta che il popolo fosse insorto, « nessuna forza avrebbe potuto resistere » ed esso « avrebbe spazzato dalla faccia della terra, come un turbine, tutto il male e la menzogna », scriveva nel 1875 il Rabotnik (l'Operaio), giornale populista d'ispirazione anarchica. All'origine di quest'idea stava la constatazione della situazione dei contadini, posti in « una miseria senza uguali e una totale schiavitù », che era però giudicata « la condizione necessaria per la rivoluzione sociale », perché « quanto più incerta è la condizione materiale e politica dell'uomo, tanto più viva è la sua propensione al rischio ».
Il popolo doveva contare unicamente nelle proprie forze, come era avvenuto nelle grandi rivolte contadine del secolo scorso: « solo quando comincerà a fare affidamento su se stesso il popolo potrà emanciparsi ». Se quelle insurrezioni erano poi fallite, ciò era dovuto alla mancanza di un'efficace organizzazione e all'atomizzazione delle popolazioni, sparse nelle sterminate pianure russe. Nell'opera di organizzazione rivoluzionaria che portasse le masse contadine ad appropriarsi delle terre, coltivandole in comunità autogestite, i populisti escludevano ogni obiettivo politico intermedio, quali la lotta per ottenere la Costituzione, la libertà di riunione, di stampa e di opinione, perché il popolo « quanto meno si sente sicuro nei suoi più sacri diritti, tanto più propende per l'azione rivoluzionaria, tanto più forte si fa la sua avversione per il regime odierno ».
Contro la diffusa opinione che veramente esistesse nei contadini un forte spirito rivoluzionario s'era levata la rivista « Nabat ». Il suo redattore Tkačëv, polemizzando contro Bakunin e i suoi seguaci, qualificava di « illusioni » le speranze riposte nelle popolazioni rurali, da lui descritte invece come passive, servili e conservatrici, incapaci da sole « di realizzare né oggi né mai la rivoluzione sociale ». Quella di Tkačëv era però una voce isolata rispetto all'ottimismo dominante che aveva prodotto in due ondate, nel 1874 e nel 1877, l'« andata nel popolo » dei rivoluzionari populisti.
Il lavoro cospirativo nei villaggi russi ebbe risultati deludenti. L'unico relativo successo fu ottenuto nel 1876 nel distretto di Čigirin, sfruttando i sentimenti monarchici dei contadini e ingannandoli con un falso decreto dello zar che prometteva una nuova ed equa distribuzione delle terre. Alla fine del 1878, secondo Aptekman, non esistevano che due colonie di zemlevol'cy, a Novosaratov e a Tambov, e Lopatin scriveva a Engels nel novembre dello stesso anno che la propaganda fra i contadini era « cessata quasi completamente. I rivoluzionari più impegnati si sono orientati spontaneamente verso la lotta politica, anche se non hanno ancora il coraggio morale di ammetterlo apertamente ».

### L'anno della transizione

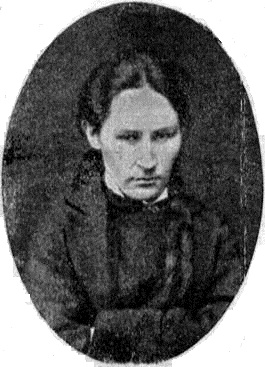
Marija Kolenkina

Il 15 gennaio 1879 il nucleo pietroburghese di Zemlja i Volja, pur premettendo, in una lettera indirizzata agli attivisti, che il lavoro nelle campagne rimaneva « lo strumento fondamentale del partito », proponeva di indirizzare i propri sforzi tra gli operai delle città. Lo esigeva la crisi politica seguita ai deludenti risultati di una guerra appena conclusa, gli scioperi operai e le agitazioni studentesche: « assistere passivamente a questo movimento significherebbe confessare la nostra assoluta inutilità per il popolo e l'incapacità di dargli qualcosa di nuovo. Se persistessimo su questa linea di azione scompariremmo come partito, saremmo messi fuori combattimento ».
La lettera di Zemlja i Volja era la conseguenza dei fatti nuovi verificatesi nell'anno precedente. Il 1878 aveva segnato in effetti il passaggio a una nuova fase della lotta rivoluzionaria. « Anno di transizione » secondo Željabov, « periodo di rivoluzione in Zemlja i Volja » per Marija Ošanina, « anno degli attentati » secondo Klemenc e « vigilia del periodo terrorista » per Aptekman, si era aperto il 24 gennaio con il ferimento a Pietroburgo, per mano di Vera Zasulič, del governatore Trepov, responsabile di aver fatto frustare il detenuto politico Bogoljubov.
La Zasulič spiegò al processo di essersi proposta di attirare l'attenzione dell'opinione pubblica sul crimine commesso del governatore, allo scopo di « mettere un argine alla continua profanazione della dignità umana ». Similmente spiegarono la loro resistenza agli agenti venuti ad arrestarli diversi zemlevol'cy: Marija Kolenkina disse ai giudici che quello era « il miglior sistema di propaganda », Sergej Bobochov affermò che, sparando, aveva avuto modo di « esprimere apertamente la protesta contro i crimini del governo », Mirskij aveva voluto significare, facendo fuoco sul capo dei gendarmi Drentel'n, « la protesta contro le deportazioni in massa di giovani studenti in Siberia », e Gol'denberg, attentando al governatore di Charkov Kropotkin, aveva inteso protestare contro le brutalità esercitate sui detenuti e la repressione dei moti studenteschi.

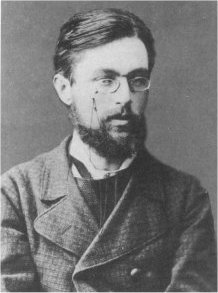
Valerian Osinskij

Non invece una manifestazione di protesta, ma una programmatica volontà di passare dalle parole ai fatti animarono l'attività di Ivan Koval'skij. Il suo motto era: « Cercare di legarsi al popolo sul terreno dei fatti e non nutrirlo di favole », pensando che ormai si fosse creata « l'atmosfera rivoluzionaria adatta perché le nostre parole e le nostre idee si trasformino in realtà, si oggettivizzino in fatti concreti ». Già all'indomani dell'attentato della Zasulič, Koval'skij, nel suo appello Golos čestnych liudej (La voce degli uomini onesti) aveva sostenuto che era « giunto il momento che il partito socialdemocratico si batta concretamente contro l'attuale governo di banditi ».
La novità rappresentata dalle sue posizioni, unitamente a quelle dell'ufficiale Dubrovin, sostenitore della lotta armata come mezzo di propaganda, di Vološenko, e soprattutto del circolo terrorista di Osinskij, Popko e Lizogub, che nel 1878 formarono a Kiev un « Comitato esecutivo del partito social-rivoluzionario » organizzando attentati contro pubblici funzionari, hanno fatto ritenere che questi elementi di Zemlja i Volja, se pur non considerassero loro obiettivo « la necessità e utilità di un regime costituzionale », fossero però i primi « fautori dell'azione politica » in controtendenza rispetto alle tradizionali tesi bakuniniste.
Anche il populista Načalo (L'inizio), fondato da Aleksandr Venckovskij, nel maggio del 1878, pur continuando ad appoggiare la tesi bakuninista di favorire « esclusivamente l'azione delle forze spontanee e inconsapevoli », aveva tuttavia auspicato un rivolgimento politico che « faccia crollare le speranze della società nell'onnipotenza dello zar e, passando il potere ai mercanti e ai proprietari terrieri, faccia nascere nel popolo un atteggiamento apertamente ostile » a questo nuovo, ipotetico governo della borghesia. Una borghesia, quella russa, giudicata senza « quella tempra morale necessaria a ogni nuovo potere ».

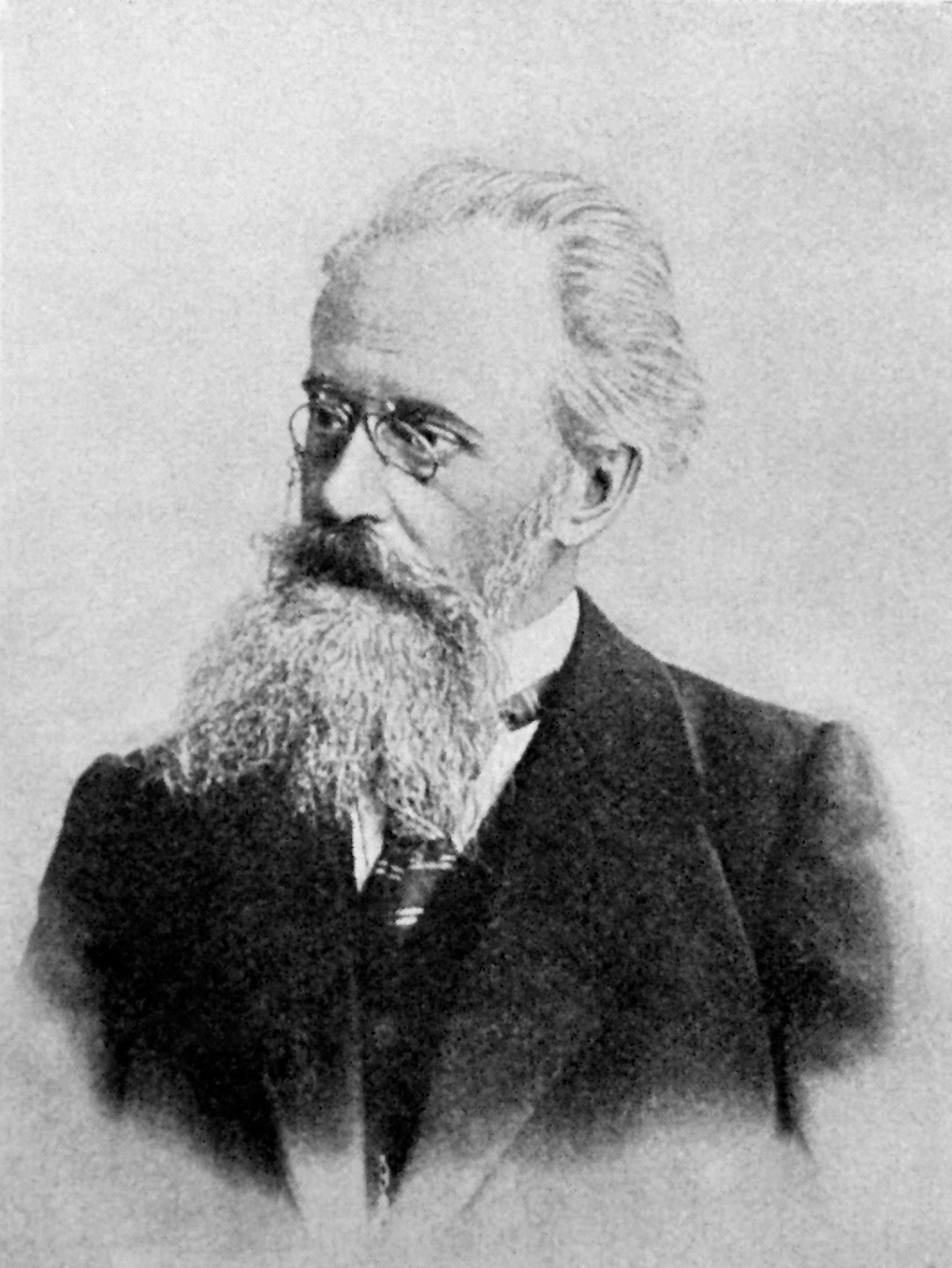
Nikolaj Michajlovskij

Di Costituzione e di libertà politica non quali « bandiera di un circolo, ma bandiera di tutti » scrisse l'Obščee delo (Общее дело, La causa comune), giornale dell'emigrazione russa, analizzando le nuove forme assunte dalla lotta rivoluzionaria. Anche il liberale Dragomanov scrisse sull'Obščina (Oбщина, La comune) che i fatti accaduti erano « politici, non già socialisti », convinto che i giovani rivoluzionari avrebbero « conquistato alla Russia le libertà politiche e la Costituzione », mentre lo scrittore Michajlovskij, in articoli anonimi pubblicati illegalmente, chiedeva la Costituzione e la convocazione degli zemstva.
Anche scrivendo sulla rivista autorizzata « Otečestvennye zapiski » (Отечественные записки, Annali patriottici) Michajlovskij cercava di far passare l'idea del legittimo uso della violenza nella lotta politica. Analizzando le teorie di Dühring, rilevava che alle « arbitrarie limitazioni imposte dal cosiddetto diritto » poteva giustamente levarsi la violenza quale legittima forza della giustizia: « se il male esiste, bisogna combatterlo, e combatterlo ora con mezzi brutali, ora col terrore ». Senza citare Bakunin, contrario a impegnarsi nella conquista dei diritti democratici, Michajlovskij rilevava che le sue idee finivano soltanto per sottrarre forza alla lotta politica, ma si diceva convinto che l'uso della violenza sarebbe stata la « logica conclusione della via intrapresa » dai rivoluzionari.
Alla fine del 1878 era già attiva in Zemlja i Volja una corrente, pur minoritaria, che vedeva nei terroristi « modelli rigorosi » che avrebbero favorito con i loro gesti « la progressiva ascesa della rivoluzione ». Nel primo numero di « Zemlja i Volja! » Klemenc sosteneva, in polemica con la liberale « Golos » (La voce) che i terroristi avrebbero contribuito all'emancipazione del popolo russo, e a loro associava i nomi di Guglielmo Tell e della biblica Giuditta, che « nella memoria del popolo facevano tutt'uno col nome stesso di libertà ».

### Le due frazioni di Zemlja i Volja

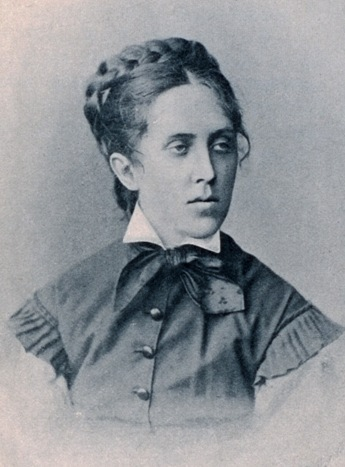
Marija Ošanina

Nel marzo del 1879 questa frazione di Zemlja i Volja di Pietroburgo costituì il « Comitato esecutivo del partito social-rivoluzionario » e questa sigla apparve per la prima volta nel volantino che rivendicava, il 13 marzo, l'uccisione della spia Rejnštein. Riprendendo la denominazione del gruppo terroristico di Osinskij, già attivo nel sud della Russia e ormai quasi dissolto, gli zemlevol'cy Barannikov, Kvjatkovskij, Michajlov, Morozov, Marija Ošanina, Tichomirov e Zundelevič intendevano continuarne metodi e obiettivi, anche formando, all'interno del Comitato esecutivo, una sezione terroristica denominata « Svoboda ili smert » (Libertà o morte).
Poiché le tesi della frazione non trovavano accoglienza nel giornale ufficiale « Zemlia i Volja ! », i politiki - così vennero generalmente chiamati in contrapposizione ai derevenščiki (I campagnoli) della maggioranza - fondarono il periodico « Listok Zemli i Voli » (Foglio di Zemlja i Volja) nel quale Morozov, il suo principale redattore, pose nella lotta armata al dispotismo, una lotta squisitamente politica, l'obiettivo primario dell'organizzazione: « L'attentato politico è la realizzazione della rivoluzione nel momento presente ».
Fu a questo punto che all'interno di Zemlja i Volja si aprì il confronto tra derevenščiki e politiki. Il campagnolo Aptekman chiamò all'unità del partito, esortando i politici ad « abbandonare la via del terrorismo perché estremamente pericolosa e tale da poterci condurre in un vicolo cieco, in un labirinto dal quale poi non sapremmo più come uscire ». Occorreva proseguire il tradizionale lavoro nelle campagne, « rimasta l'unica luce in questi tempi oscuri ».
Gli rispose il politico Kvjatkovskij. Zemlja i Volja era in crisi perché non sapeva dare una risposta alle attese di cambiamento della società, che « è sempre più portata all'agitazione, comincia a sollevare il capo, freme, aspetta qualcosa ». Bisognava abbandonare il vecchio programma dell'agitazione nelle campagne e lavorare a Pietroburgo stabilendovi « rapporti con la società, con i giovani, con gli operai, con i compagni che vi risiedono ». Il nuovo programma veniva riassunto con il motto « emancipazione e vendetta ».
Il 10 aprile 1879 tutti gli zemlevol'cy presenti a Pietroburgo si riunirono clandestinamente a congresso. Michajlov, cui Solov'ëv aveva confidato il mese prima la sua intenzione di attentare allo zar, pose il problema del regicidio, senza riferire dei preparativi di Solov'ëv. In una tempestosa seduta, i derevenščiki si opposero anche alla sola idea del regicidio, negando l'utilità di qualunque azione terroristica che avrebbe costretto Zemlja i Volja ad « abbandonare uno dopo l'altro tutti i vecchi settori di attività », senza contare i rischi connessi a una progressiva crescita del numero degli attentati « dei quali si sarebbe dovuto necessariamente incaricare lo stesso partito ».
In quanto iniziativa individuale, Zemlja i Volja non poteva però opporsi all'attentato di Solov'ëv, che fu compiuto il 14 aprile e fallì. Il giornale dei politiki giudicò l'attentato un atto di protesta contro l'« inaudito arbitrio » del governo « che toglie ai socialisti ogni possibilità di azione » - scriveva « Listok Zemli i Voli » - aggiungendo che era proprio quell'« arbitrio sfrenato » ad aver creato i rivoluzionari, « spingendoli alla lotta armata ».

### I congressi di Lipeck, Voronež e Pietroburgo

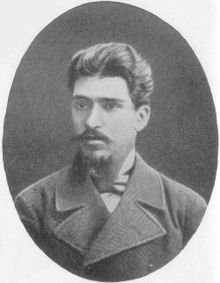
Aleksandr Barannikov

La contrapposizione tra le due correnti si accentuò con la convocazione di un congresso di soli politiki a Lipeck. Vi parteciparono il 29 giugno 1879 Barannikov, Frolenko, Gol'denberg, Kolodkevič, Kvjatkovskij, Michajlov, Morozov, Ošanina, Širjaev, Tichomirov e Željabov. A Lipeck fu approvato un programma e un nuovo statuto. Il programma poneva obiettivi politici, partendo dalla considerazione che in Russia « nessuna attività diretta al bene del popolo » era possibile, dato « l'arbitrio e la violenza » che impedivano libertà di parola e di stampa. Per poter svolgere « un'attività sociale avanzata » era perciò necessario mettere fine al regime esistente combattendolo con le armi finché non fossero raggiunti « quei liberi ordinamenti nei quali discutere senza ostacoli, nella stampa e in pubbliche riunioni, tutti i problemi politici e sociali, e risolverli per mezzo di liberi rappresentanti del popolo ».
I rivoluzionari russi erano usi all'azione individuale e a non riconoscere, anche facendo parte di un partito, il principio dell'autorità gerarchica, ma a Lipeck fu riconosciuto che per combattere contro un esercito potente e organizzato poteva « agire soltanto un esercito ancor meglio organizzato », e che dunque « era impensabile che una grossa organizzazione di combattimento fosse formata sulla base di puri rapporti di amicizia e di compagnia ».
Lo statuto, i cui principi ispiratori erano il centralismo della direzione, la disciplina dei militanti e la cospirazione come metodo di azione, prevedeva un'organizzazione gerarchica alla cui testa era il Comitato esecutivo come « centro e direzione del partito, per il raggiungimento degli scopi previsti dal programma ». I suoi membri erano sottomessi soltanto alla maggioranza, e i loro doveri stavano al di sopra « di qualsiasi altro obbligo privato o sociale ». Ogni altro militante era definito agente del Comitato esecutivo e tale doveva qualificarsi in caso di arresto. Agli ordini del Comitato stavano i gruppi rivoluzionari, distinti in « vassalli » e « alleati », i primi formati da membri del Comitato e da agenti di secondo grado, i secondi formati da rivoluzionari appartenenti a organizzazioni amiche. Erano previsti anche specifici « gruppi di combattimento » tenuti a eseguire « tutte le iniziative terroristiche indicate dal Comitato ». A Lipeck fu anche approvata all'unanimità la proposta di uccidere lo zar.

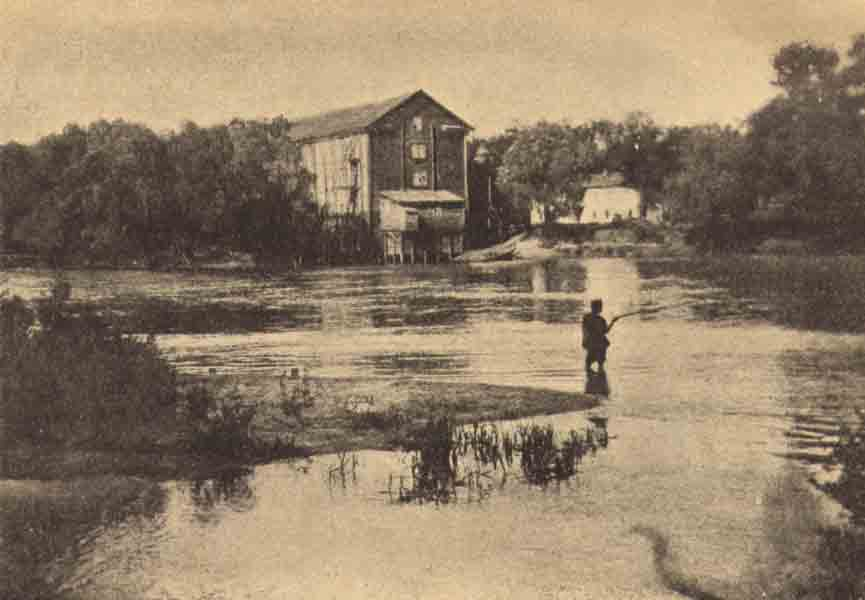
Il luogo del congresso di Voronež

Il 6 luglio si tenne a Voronež il congresso generale clandestino di Zemlja i Volja. Vi parteciparono il gruppo dei politiki, con la sola assenza di Gol'denberg ma con l'aggiunta di Isaev, e quello dei derevenščiki: Plechanov, Popov, Aptekman, Debel', Preobraženskij, Tiščenko e Chotinskij, ai quali alcuni campagnoli rimasti nei villaggi affidarono la loro delega di rappresentanza. Oltre la Ošanina, altre tre donne erano presenti: Sof'ja Perovskaja e le sorelle Vera ed Evgenija Figner, che mantenevano un atteggiamento di mediazione tra le due posizioni a confronto.
Contrariamente a ogni aspettativa, il congresso non si concluse con una scissione e nemmeno aggravò le divisioni presenti in Zemlja i Volja. Plechanov lesse e criticò violentemente l'articolo di Morozov favorevole al terrorismo pubblicato sul « Listok », ma non fu sostenuto dai suoi seguaci, che temevano una rottura irreparabile, e decise allora di abbandonare la riunione. Fu così raggiunto un compromesso. Il programma di Zemlja i Volja fu riapprovato integralmente ma fu anche accettato il principio dell'azione terroristica a condizione però che essa non avesse fini politici, concedendo a questi scopi un terzo dei fondi dell'organizzazione e, a maggioranza, fu approvata la decisione di attentare allo zar. Tre nuovi membri entrarono in Zemlja i Volja: la Zasulič, Leo Deutsch e Stefanovič, tutti rientrati in Russia dall'emigrazione. All'amministrazione, l'organismo incaricato di reperire i fondi necessari al partito, furono eletti Frolenko, Michajlov e Tiščenko, il quale entrò anche nella redazione del « Listok Zemli i Voli » insieme con Morozov e Tichomirov.

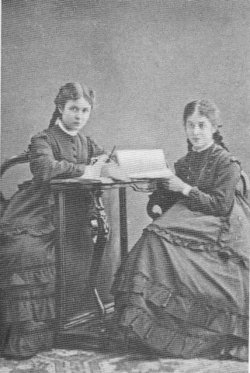
Le sorelle Figner

I dissensi tra le due correnti continuarono anche dopo il congresso. In un incontro tra Plechanov e Aptekman da una parte, e Ošanina, Tichomirov e Željabov dall'altra, fu ribadito dagli uni che il terrore avrebbe intensificato le repressioni del governo, favorendo al più « i ceti privilegiati, che avrebbero potuto ottenere la Costituzione » a loro unico vantaggio. Gli altri rilevavano la funzione positiva del terrore nel risvegliare « il popolo dal suo sonno secolare », facendogli capire chi realmente « difendeva i suoi veri interessi ». Željabov, in particolare, sosteneva « la necessità di conquistare la libertà politica » e vedeva nel terrore il mezzo essenziale per ottenerla.
I campagnoli, pur considerando il regicidio « un mezzo di agitazione che può servire da scintilla per grandi movimenti di massa », ne rinviavano l'attuazione a quando i contadini fossero stati pronti a una sollevazione generale, e perciò insistevano nella necessità di continuare il lavoro di propaganda nelle campagne. Al contrario, i politici si dedicarono esclusivamente alla propaganda nelle città, giudicando ormai l'attività nelle campagne « un divertimento senza senso, costoso e superfluo, un chiacchierare a vuoto ».
In tal modo, i contrasti tra le due correnti si acuivano sempre di più, paralizzando ogni attività di Zemlja i Volja. Divenuta ormai inevitabile, la scissione fu concordata nel congresso tenuto a Pietroburgo il 6 settembre 1879, che segnò la definitiva fine della vecchia organizzazione populista. I suoi beni vennero divisi in parti eguali e si stabilì che il nome di Zemlja i Volja non potesse essere utilizzato da nessuna delle due frazioni sorte dalla scissione. Il gruppo dei campagnoli, a sottolineare la volontà di continuare il suo programma sociale a favore dei contadini, prese il nome di « Čërnyj peredel » (Ripartizione nera, divisione delle terre nere, cioè fertili, tra i contadini), mentre la frazione dei politici, per esprimere la volontà del popolo russo di abbattere l'autocrazia rendendosi così libero artefice dei propri destini, chiamò il nuovo partito « Narodnaja volja » (Volontà o anche Libertà del popolo).

## L'ideologia di Narodnaja volja

### La questione dello sviluppo capitalistico in Russia

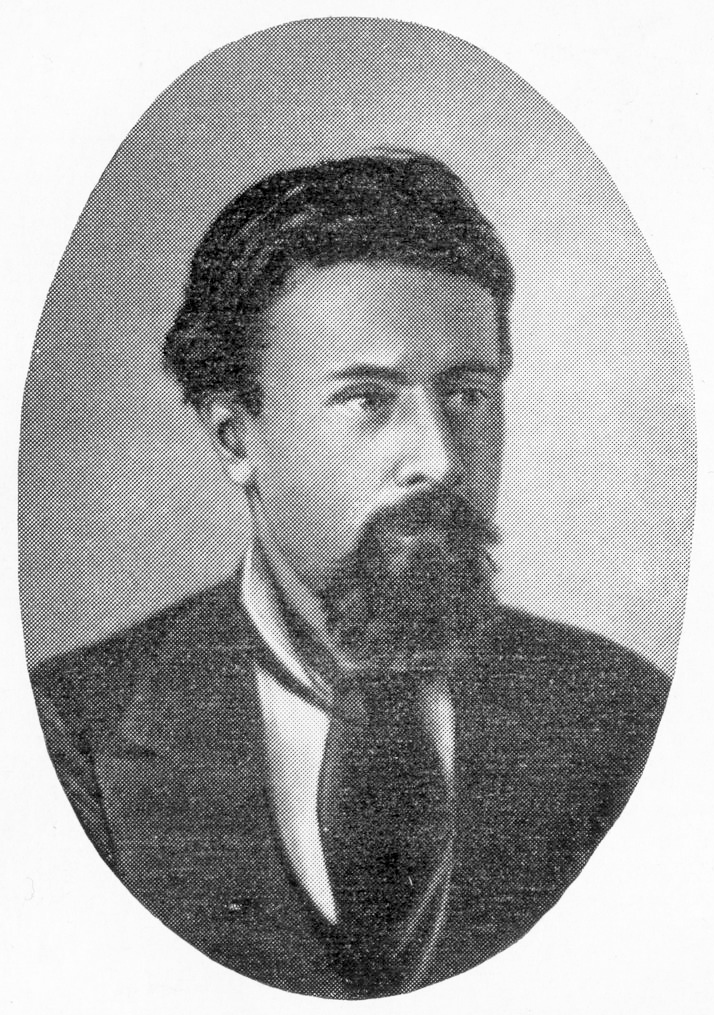
Nikolaj Kibal'čič

L'analisi di Narodnaja volja sulla situazione sociale ed economica della Russia non si differenziava da quella fornita dagli altri rivoluzionari populisti. Essa riconosceva che dalla riforma del 1861 era subentrata un'epoca di transizione nella quale si erano « capovolti tutti i fondamenti economici e civili », giudicando che la nobiltà stesse « completamente sparendo » come classe, « fondendosi in parte nell'organizzazione statale, in parte nella borghesia, e in parte ancora chissà dove », mentre la borghesia russa era soltanto « un'orda di briganti priva di qualsiasi coesione », che non aveva « né una propria coscienza di classe, né una propria concezione del mondo, né una solidarietà di classe ». I narodovol'cy erano però certi che nel prossimo futuro la borghesia si sarebbe rafforzata, avrebbe imposto il proprio « spirito di rapina eretto a principio » e avrebbe costruito « una propria base teorica, una propria filosofia, una propria morale di classe ».
Narodnaja volja non riteneva però che tale crescente rafforzamento della borghesia fosse lo sviluppo naturale di una dinamica sociale, come era avvenuto in altri paesi occidentali, ma lo giudicava un'artificiosa crescita dovuta a una precisa scelta della politica statale e, in quanto « creatura artificiale del dispotismo », pensava che la borghesia sarebbe poi « scesa nella tomba » insieme al regime zarista. Intanto, grazie al protezionismo industriale, ai prestiti concessi agli imprenditori, alle grandi opere infrastrutturali, il governo, scriveva Kibal'čič, prelevava « annualmente dal patrimonio popolare » centinaia di milioni di rubli, « regalati alla nascente borghesia ».
Così, Tichomirov giudicava gravi le misure adottate dal governo per sviluppare la grande produzione, come se tale forma d'industrializzazione rappresentasse un danno per la Russia: « gli ultimi tre o quattro decenni sono stati contrassegnati dallo sforzo incessante del governo per sviluppare le ricchezze nazionali dando largo impulso all'industria ». Con gli aiuti di Stato era avvenuto, per esempio, che Rostov si era grandemente sviluppata ai danni delle città vicine come Taganrog che, ignorata dagli interventi governativi, aveva visto decadere la propria economia. E in generale, la protezione statale accordata ai vari tipi d'industrie aveva rovinato le corrispondenti produzioni artigianali di intere province.

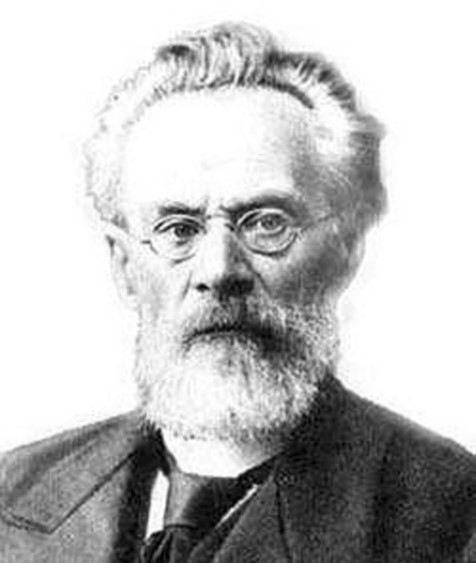
Lev Tichomirov

Lo sviluppo industriale interessava le città, ma anche le campagne russe avevano visto la nascita di una nuova classe sociale, quella dei kulaki, gli imprenditori che utilizzavano il lavoro salariato dei contadini nella coltivazione delle terre e commercializzavano i prodotti agricoli. Molti piccoli contadini, impossibilitati a coltivare con profitto la loro terra, la vendevano ai kulaki e ne diventavano lavoratori dipendenti a basso salario oppure emigravano in cerca di un lavoro da operaio nelle fabbriche delle città. In questo modo le obščiny, le antiche comunità agricole nelle quali i contadini in parte lavoravano piccoli appezzamenti personali e in parte lavoravano terre di proprietà comune, si disgregavano e si creavano i conflitti sociali tipici dei rapporti capitalistici. I narodovol'cy giudicavano questa borghesia agricola « una categoria di briganti », il « frutto inevitabile delle condizioni alle quali lo Stato condanna il popolo ».
Tichomirov osservava nel 1882 che fino a poco tempo prima nelle campagne era presente soltanto la figura del contadino, mentre ora si stava registrando « una sorta di dualismo », con la scomparsa della « comunità del lavoro » e l'apparire di « contraddizione negli interessi materiali », dovuta alla comparsa della figura del kulak, « moderno brigante che si lascia guidare da un unico principio, il proprio appetito », e ormai « padrone assoluto e sovrano delle campagne ».
I narodovol'cy, come la generalità dei populisti, consideravano le sperequazioni delle condizioni economiche venutesi a creare nelle campagne non già la conseguenza di un diverso modo di produzione, ma il risultato dell'azione di « comuni banditi e predoni » i quali, godendo della complicità dello Stato, avevano creato un « sistema di brigantaggio privato e statale », un « sistema poliziesco e dei kulaki », un « regime sociale e statale militar-poliziesco e capitalistico ». Da qui, la loro indignazione morale. Diversamente dai narodovol'cy e dagli altri populisti, la voce isolata del socialista Tkačëv indicava nei nuovi ricchi delle campagne non dei briganti saccheggiatori, ma persone che « mettono in circolazione il capitale su basi legali »: i kulaki erano « l'espressione della forza irresistibile del capitale ».
Il fenomeno dello sviluppo capitalistico che produceva una classe sempre più numerosa di proletari, era descritto con accenti drammatici da populisti e narodovol'cy: « il popolo s'impoverisce e precipita sempre di più in un abisso di proletarizzazione economica dal quale non potrà a lungo risollevarsi, dal quale anzi, con ogni probabilità, non si risolleverà mai più », e il conseguente sviluppo del proletariato era un fenomeno « non necessario, incomprensibile e assolutamente abnorme per un paese come la Russia », secondo lo scrittore Uspenskij.

### L'obščina e le prospettive del capitalismo in Russia

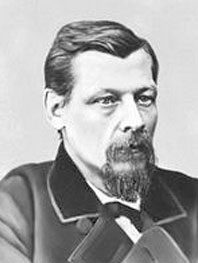
Nikolaj Šelgunov

Nello stesso tempo in cui denunciavano i gravi fenomeni prodotti dall'introduzione del capitalismo in Russia, molti populisti, considerandolo un fenomeno regressivo, si dicevano convinti che esso non si sarebbe comunque affermato. Sosteneva Šelgunov che l'industria « non potrà mai avere per il popolo russo la stessa importanza dell'industria artigiana, che dà lavoro a più di trenta milioni di persone », e Krivenko affermava che, contrariamente all'Occidente, in Russia non si sarebbe formata una consistente borghesia: « nonostante quel che dicono i fatalisti, sicuramente noi non ripeteremo questo esperimento ». Eguale considerazioni esprimevano lo storico Šaško e la rivista populista « Ustoj » (Principi): « La Russia non sarà costretta a passare attraverso lo stadio di sviluppo capitalistico che fenomeni tanto dolorosi ha causato nell'Europa occidentale ».
Anche l'economista Voroncov negava l'esistenza di condizioni per il suo sviluppo quale si era visto in Occidente: « il momento storico che stiamo vivendo » - scriveva nel 1881 - « è tale per cui non dobbiamo né temere particolarmente il capitalismo, né sperarci », e piuttosto il governo avrebbe fatto meglio a tutelare l'obščina e le produzioni artigianali. Un altro economista, Daniel'son, traduttore in russo del Capitale, giudicava artificiosa e conflittuale l'introduzione del capitalismo in un paese dominato dall'obščina, ma realizzabile dove « i rapporti tipo obščina erano scomparsi o si stavano disgregando ».

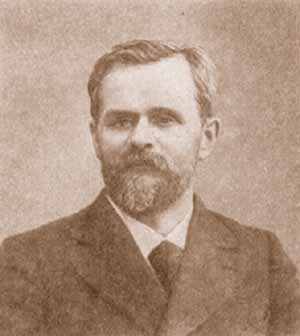
Vasilij Voroncov

Per i critici dei populisti come il marxista Ziber, la Russia era invece destinata a percorrere il processo già compiuto dai principali paesi occidentali, e gli « importanti cambiamenti nell'organismo sociale » che ne sarebbero derivati avrebbero costituito un elemento di progresso. Analoga la posizione del liberale Kovalevskij, per il quale l'obščina stava scomparendo « sotto l'influsso delle contraddizioni nelle quali prima o poi cadranno gli interessi dei contadini agiati che ne fanno parte ».
Narodnaja volja si limitò inizialmente a prendere atto dei fatti: il capitalismo avanzava in Russia, le fabbriche industriali si moltiplicavano nelle città e nelle campagne lo spirito comunitario delle obščiny non aveva impedito « lo sviluppo di uno sfruttamento senza precedenti per cinismo e dimensioni ». Grazie all'appoggio dello Stato, il capitalismo era « una forza militante » ma «non ancora trionfante » e Narodnaja Volja era intenzionata a combattere la battaglia « tra l'ordinamento socialista dell'obščina e quello statale borghese ».
Sarebbe stata una battaglia molto difficile, perché secondo le analisi dei narodovol'cy la borghesia, se non fossero cambiate le condizioni della vita in Russia, sarebbe presto divenuta « una minacciosa forza sociale » e avrebbe esteso « il suo potere non solo sulle masse del popolo, ma anche sullo stesso Stato ». Una volta preso il potere, « la borghesia riuscirà sicuramente ad asservire il popolo ben più saldamente di quanto non avvenga oggi ». Intanto, nelle campagne la terra stava passando « nelle mani dei kulaki e degli speculatori », e nelle città gli operai erano « sempre più schiavi degli industriali ». Era perciò urgente « realizzare una rivoluzione politica » prima che quelle forze anti-popolari avessero il tempo di consolidarsi e di « strappare i frutti della vittoria dalle mani della democrazia operaia ».

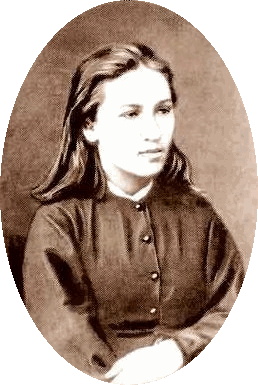
Vera Zasulič

In breve tempo molti narodovol'cy, influenzati dagli articoli di Voroncov, finirono per condividere le analisi dell'ideologo dei populisti liberali, secondo il quale la stessa « impossibilità storica dello sviluppo capitalistico » in Russia avrebbe favorito l'azione dei rivoluzionari, che non dovevano temere che « tutti i loro successi in campo socio-politico fossero vanificati dalle leggi del progresso industriale », leggi « inesorabili » e insensibili all'azione della politica. Ancora nel 1887 si riconosceva che il capitalismo russo era « un fenomeno sempre più palese » ma si continuava a dubitare della solidità e della stabilità dei suoi successi.
In ogni caso, quale che fosse l'avvenire del capitalismo in Russia, la sua presenza era giudicata particolarmente nefasta, al di là dei riconosciuti progressi tecnici dei quali esso si rendeva portatore. L'espropriazione e la pauperizzazione dei contadini, con conseguente loro « abbrutimento e dissolutezza », la dissoluzione delle comunità rurali, la rovina dell'artigianato, tutto ciò rendeva necessario non ripercorrere l'esperienza dei paesi occidentali, cercando una strada originale di sviluppo sociale ed economico.
Tale prospettiva politica si trovò a fare i conti con la nota tesi, erroneamente attribuita a Marx, della « fatalità storica » del capitalismo, che in realtà Marx aveva limitata ai soli paesi dell'Europa occidentale, come egli aveva chiarito in due lettere, una indirizzata alla redazione dell'« Otečestvennye Zapiski » alla fine del 1877 e l'altra a Vera Zasulič l'8 marzo 1881.

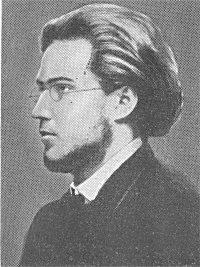
German Lopatin

Nella prima lettera Marx aveva respinto la « teoria storico-filosofica della marcia generale fatalmente imposta a tutti i popoli » verso la forma economica capitalistica, teoria attribuitagli da Michajlovskij e definita da Marx « il passe partout di una filosofia della storia, la cui virtù suprema è d'essere soprastorica ». Nella lettera alla Zasulič, scritta per togliere « ogni dubbio circa il malinteso intorno alla mia sedicente teoria », a proposito dell'obščina Marx aveva sottolineato che nel Capitale egli non aveva fornito « ragioni né pro né contro la vitalità della comune rurale », dicendosi convinto che « la comune è il punto di appoggio della rigenerazione sociale in Russia. Tuttavia, perché essa possa funzionare come tale, occorrerebbe prima eliminare le influenze deleterie che l'assalgono da tutte le parti, poi assicurarle condizioni normali di sviluppo organico ».
La prima lettera fu pubblicata solo nel 1884 a Ginevra dal « Vestnik Narodnoj Voli » e la seconda, insieme alle sue minute, soltanto nel 1924. Era però nota dal 1882 la prefazione alla nuova edizione russa del Manifesto del Partito comunista, nella quale Marx ed Engels si chiedevano se l'obščina potesse « passare direttamente alla forma comunistica superiore di possesso collettivo della terra » o se dovesse prima « attraversare lo stesso processo di disgregazione che costituisce lo sviluppo storico dell'Occidente ». La risposta era: « se la rivoluzione russa diverrà il segnale di una rivoluzione proletaria in Occidente, in modo che le due rivoluzioni si completino a vicenda, allora l'odierna proprietà comune della terra in Russia potrà servire come punto di partenza a uno sviluppo in senso comunistico ».
La prefazione e la traduzione del Manifesto furono pubblicate dal « Narodnaja Volja ». Nel commento, la redazione del giornale sottolineava la conferma di « una delle tesi fondamentali del narodovolčestvo », senza ulteriori approfondimenti. Nel successivo editoriale, Lopatin accennava al legame tra rivoluzione in Occidente e rivoluzione in Russia, scrivendo che « il prossimo trionfo degli ideali socialisti in Europa » avrebbe permesso lo sviluppo in Russia di « una dimensione sociale rivoluzionaria ancora più estesa e determinante che nella stessa Europa ».

### I programmi di Narodnaja volja

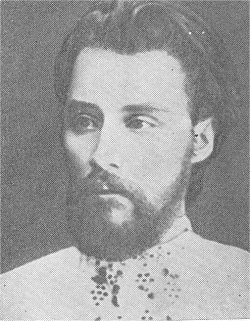
Aleksandr Kvjatkovskij

Nell'ottobre del 1879 il nuovo partito si presentò pubblicamente con il suo organo ufficiale « Narodnaja Volja », sottotitolato Rivista social-rivoluzionaria. L'editoriale del primo numero, I socialisti e il governo, scritto da Kvjatkovskij o da Morozov, chiariva fin dal titolo che l'obiettivo dell'organizzazione era il socialismo e il mezzo per raggiungerlo era la lotta contro il governo dell'autocrazia: « Il più roseo degli ideali non è soltanto inutile, ma è nocivo, se per sua natura non può incarnarsi nella vita [...] Un partito d'azione deve proporsi obiettivi concreti, realizzabili, immediatamente utili per il popolo ».
Il governo russo non poteva reggersi se non « schiacciando completamente ogni pensiero, se non distruggendo tutti gli organi in cui si esprime la volontà del popolo, se non con il terrore ». Esso negava « il diritto del popolo alla terra, il diritto delle città e degli zemstva ad amministrare le proprie faccende, il diritto d'un ceto qualsiasi della popolazione a partecipare all'amministrazione statale ». Lo Stato russo era un autentico « mostro » politico ed economico, avendo « come sua privata proprietà, metà del territorio e più della metà dei contadini suoi affittuari ».
E l'editoriale concludeva: « Per il partito è assolutamente indispensabile cambiare questa situazione, frenare l'arbitrio governativo, eliminare questa cinica ingerenza nella vita del popolo, creare un regime nel quale sia possibile lavorare tra il popolo ». Estraniarsi dalla lotta politica sarebbe stato un grave errore, perché avrebbe significato consegnare proprio « agli elementi ostili al popolo » il potere che invece spettava al popolo.

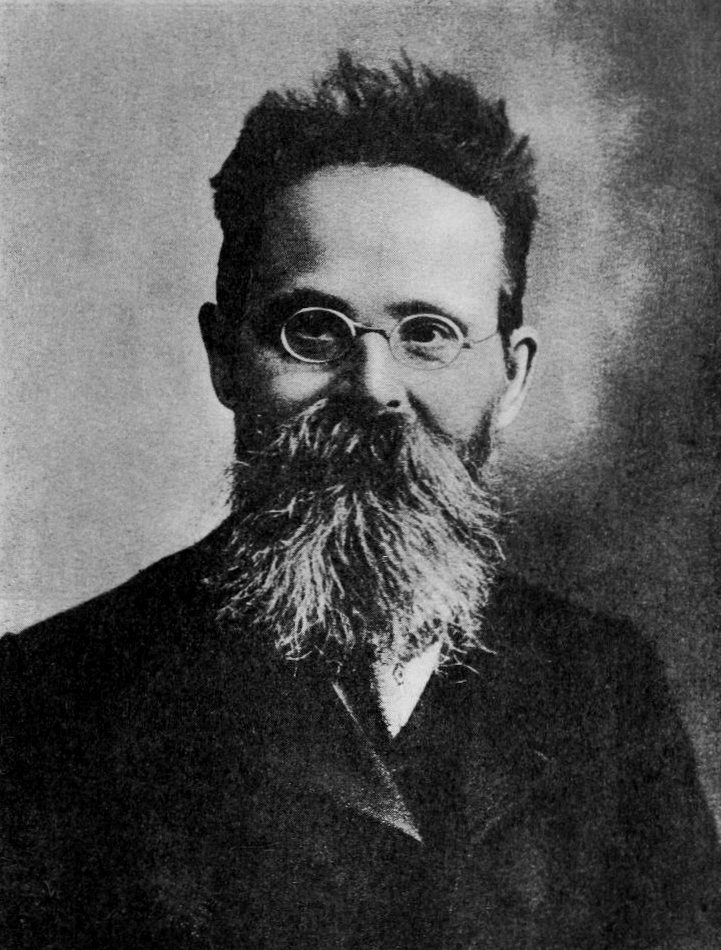
Nikolaj Morozov

Nel secondo numero di « Narodnaja Volja » si chiariva che « battersi contro il governo » non significava abdicare « alla rivoluzione economica e sociale ». Il chiarimento era necessario, stante le tradizionali posizioni dell'Anarchismo, secondo il quale la lotta politica escludeva l'obiettivo socialista. Tra il programma minimo di una lotta per migliorare le condizioni del popolo e quello massimo dell'insurrezione generale, esisteva una terza via: « la lotta contro lo Stato, ma una lotta meditata, seria, con uno scopo determinato ». Lo Stato era infatti responsabile di aver introdotto il capitalismo in Russia e perciò lottare contro di esso aveva lo scopo d'impedire che la borghesia prendesse nelle sue mani quel potere che non aveva ancora ma che l'autocrazia sembrava intenzionata a consegnarle. Occorreva agire subito, « finché c'è una reale possibilità che il potere passi effettivamente al popolo. Ora o mai, ecco il nostro dilemma ». Rivoluzione politica e rivoluzione sociale coincidevano: « dato il nostro sistema statale, l'una è impensabile senza l'altra ».
Nello stesso numero furono pubblicate le Lettere politiche di un socialista di Michajlovskij, che rispondevano a quei populisti che rifiutavano di impegnarsi nella lotta per la libertà politica perché, a loro avviso, questa non avrebbe contribuito a realizzare le aspirazioni del popolo. Michajlovskij ammetteva che « il regime costituzionale non risolve i conflitti tra capitale e lavoro, non elimina la secolare iniquità dell'appropriazione del lavoro salariato da parte del capitale, ma anzi ne favorisce l'ulteriore sviluppo ». Ma la libertà politica non era responsabile « dei mali sociali di cui soffre l'Europa »: questa responsabilità andava piuttosto addebitata « al sistema di rapina privata ».
Quei rivoluzionari populisti - notava Michajlovskij - temevano « un regime costituzionale perché esso significherebbe l'odiato potere della borghesia » ma « questo potere esiste già oggi sulla Russia ». Borghesia e autocrazia erano legate inscindibilmente così come i « due avidi becchi » dell'aquila raffigurata nello stemma della Russia erano uniti « da un solo insaziabile stomaco ».

#### Il programma del Comitato esecutivo di Narodnaja volja

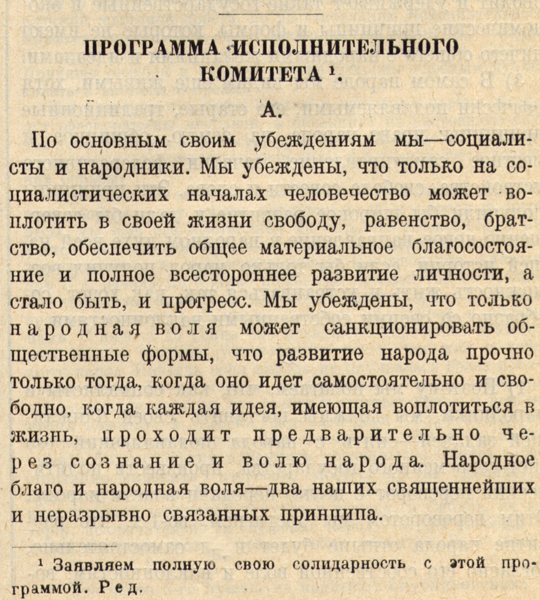
Il programma di Narodnaja Volja

Nel gennaio del 1880 uscì il terzo numero di « Narodnaja Volja » con il Programma del Comitato esecutivo del partito Narodnaja Volja (Программа Исполнительного комитета партии Народная воля, Programma Ispolnitel'nogo komiteta partii Narodnaja Volja). La premessa era: « Siamo socialisti e populisti per convinzione radicata », convinti che solo i principi socialisti potevano condurre l'umanità « alla libertà, all'uguaglianza, alla fraternità, a un maggior benessere materiale a al pieno, eclettico sviluppo della personalità »; il benessere delle persone e la volontà del popolo erano « i due princìpi più sacri ».
L'intento di Narodnaja Volja era quello di combattere lo Stato oppressore al fine di « trasferire ogni potere al popolo », e la volontà del popolo sarebbe stata espressa e realizzata « da un'Assemblea Costituente, eletta liberamente dal voto degli elettori ».
Non era questa - si precisava - « la forma ideale della manifestazione del volere del popolo », ma era l'unica possibile nel momento attuale. Narodnaja volja presentava perciò al popolo il suo programma, « che avrebbe sostenuto nella campagna elettore e difeso nell'Assemblea Costituente ». Il programma era il seguente:
- 1. Rappresentanza permanente del popolo con pieni poteri su tutte le questioni nazionali;
- 2. Ampia autonomia regionale, assicurata dall'elezione di tutti gli amministratori, autonomia del mir e indipendenza economica del popolo;
- 3. Indipendenza del mir come unità economica e amministrativa;
- 4. Appartenenza della terra al popolo;
- 5. Sistema di misure capaci di far passare agli operai tutte le fabbriche e le officine;
- 6. Libertà di coscienza, di parola, di stampa, di riunione, di associazione e di propaganda elettorale;
- 7. Suffragio universale, senza limitazioni di classe e di censo;
- 8. Sostituzione dell'esercito permanente con una milizia territoriale.

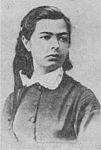
Ol'ga Ljubatovič

Seguiva poi l'elenco delle attività che Narodnaja volja s'impegnava a praticare per il raggiungimento degli obiettivi. Un'attività di propaganda e di agitazione tra la popolazione per far conoscere il programma del partito e per organizzare manifestazioni di protesta. Occorreva anche che il partito acquisisse posizioni influenti nell'amministrazione, nell'esercito, nella società civile e tra le masse contadine, per difendere i loro interessi e aiutarli nei loro bisogni.
Era necessaria un'attività terroristica per eliminare gli elementi più nocivi del governo, per proteggersi dalle sue spie, per « punire i casi più importanti di violenza e di potere arbitrario » allo scopo di minare le sue forze e di « sollevare lo spirito rivoluzionario del popolo e la fede nel successo ». Era utile cercare l'alleanza di altri gruppi rivoluzionari.
Tutte queste attività erano la premessa per il « colpo al centro », l'insurrezione che avrebbe consegnato il potere al popolo, ma il punto programmatico riguardante « l'organizzazione e la realizzazione del rivolgimento » non fu pubblicato, né mai Narodnaja volja teorizzò il modo concreto con il quale il regime zarista sarebbe stato abbattuto. Di fatto, la necessità, più volte dichiarata, di « fare presto », e le poche forze a sua disposizione, la spinsero sulla strada degli attentati terroristici miranti alla disorganizzazione del potere.
Il programma, redatto da Tichomirov, fu approvato dal Comitato esecutivo con la sola opposizione di Morozov e di Ol'ga Ljubatovič. Questi avrebbero voluto che il programma si fosse limitato a indicare gli obiettivi politici della lotta contro il governo per la conquista dei diritti civili e della Costituzione. Una volta ottenute, attraverso l'azione terroristica, « la libertà di pensiero, di parola, la sicurezza effettiva della persona », il movimento rivoluzionario avrebbe potuto propagandare pacificamente le « idee sociali e la lotta per il socialismo ».

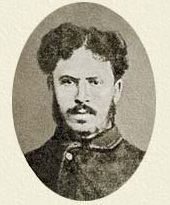
Savelij Zlatopol'skij

È molto probabile che Morozov si accontentasse di battersi per le sole libertà democratiche, non avendo nessuna fiducia nella possibilità di una rivoluzione popolare, e che sulle sue posizioni fossero pochi altri narodovol'cy, come Ol'ga Ljubatovič, Gerasim Romanenko e, forse, Savelij Zlatopol'skij.
Nella primavera del 1880 fu elaborato Il lavoro preparatorio del partito, un documento nel quale Narodnaja volja prevedeva la creazione di un « ordinamento» sociale e statale rappresentativo di tutto il popolo », che esprimesse « la volontà del popolo » e fosse « fonte unica della legge ». Era possibile - vi si affermava - che in un prossimo futuro « il governo, pur senza arrendersi completamente, concederà tuttavia una Costituzione abbastanza liberale, per cui per il partito sarà più vantaggioso rinviare l'insurrezione e, servendosi della nuova libertà d'azione, organizzarsi più efficacemente e consolidarsi ». Il partito avrebbe insomma utilizzato le possibilità offerte dalla Costituzione per « concentrarsi direttamente nell'attività tra le massi popolari, mettendo da parte i piani odierni » che prevedevano la violenta presa del potere.
Il lavoro preparatorio aveva avuto origine dalle voci insistenti di prossime riforme liberali che il governo avrebbe potuto varare durante il venticinquesimo anno di regno dello zar Alessandro su impulso del nuovo favorito, il generale Loris-Melikov, che godeva fama di liberale. In realtà la politica di Loris-Melikov, ministro dell'Interno con poteri eccezionali dall'agosto 1880, consistette nell'ingraziarsi con promesse l'opinione pubblica senza concederle nulla di essenziale, e in particolare, senza voler intaccare il principio del regime autocratico.

#### Il programma degli operai membri di Narodnaja volja

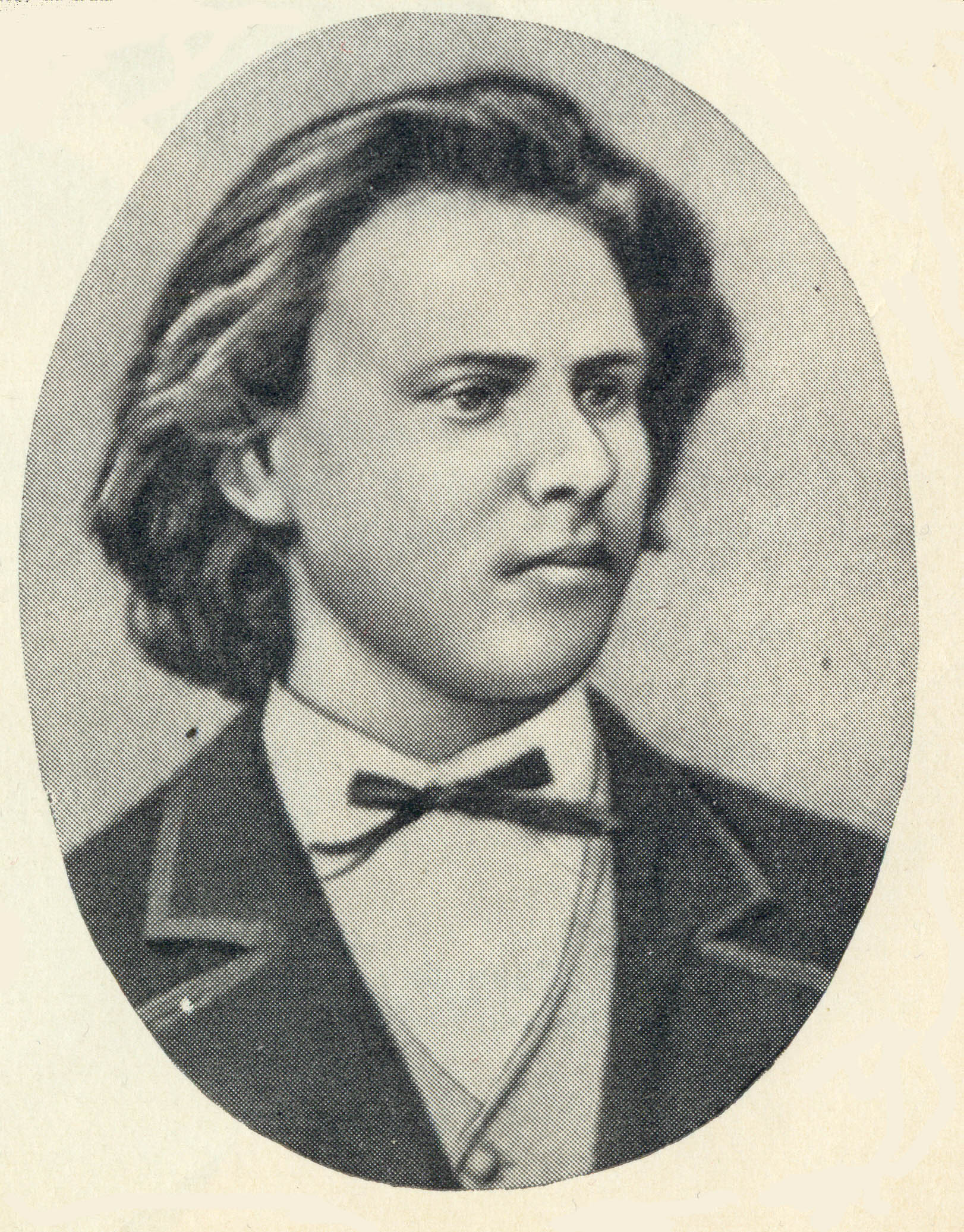
Andrej Željabov

Il 1880 fu un anno di crisi economica e di disoccupazione. Il 17 novembre il Comitato esecutivo di Narodnaja volja pubblicò un nuovo documento, il Programma degli operai membri del partito Narodnaja volja (Программа рабочих членов партии Народной воли, Programma rabočich členov partii Narodnoj Voli). Scritto da Željabov e da Kakovskij, il documento costituì il programma a base dell'organizzazione che il partito intendeva creare nelle fabbriche. Il suo punto di partenza è la dottrina socialista:
- 1. La terra e gli strumenti di lavoro devono appartenere a tutto il popolo e ogni lavoratore il diritto di utilizzarli.
- 2. Il lavoro non va compiuto in modo isolato, ma collettivamente (per comunità,[110] arteli,[111] associazioni).
- 3. I prodotti del lavoro comune devono essere divisi tra tutti i lavoratori, in base alla loro deliberazione e secondo i loro bisogni.
- 4. La struttura statale deve basarsi su un patto federativo di tutte le comunità.
- 5. Ogni comunità sarà completamente indipendente e libera.
- 6. Ogni membro della comunità sarà completamente libero nelle sue opinioni e nella sua vita privata, la sua libertà sarà limitata solo nei casi in cui si trasformi in violenza contro i membri della sua o delle altre comunità.

Il programma stabiliva il suffragio universale, garantiva la libertà di opinione, di stampa e di riunione, prevedeva l'istruzione gratuita per tutti e una legislazione sul lavoro, la sostituzione dell'esercito con la milizia e una completa riorganizzazione dell'assetto politico-amministrativo della Russia:

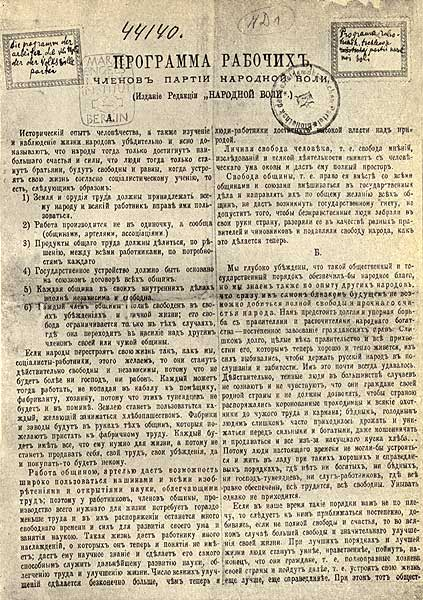
Il programma degli operai di Narodnaja volja

- 1. Il potere dello zar sarebbe stato sostituito da un governo costituito da rappresentanti del popolo, che li nomina, li revoca e chiede conto del loro operato.
- 2. Lo Stato russo sarebbe stato suddiviso in regioni (oblast') autonome ma legate in una federazione pan-russa. Ogni regione ha un'amministrazione e un governo per i rapporti con lo Stato.
- 3. I popoli annessi con la forza dallo Stato zarista avevano il diritto di abbandonare la federazione.
- 4. Le comunità (obščiny) di paese, villaggio e borgata, gli arteli di fabbrica, ecc., decidevano i loro affari in assemblea, delegandone l'esecuzione a rappresentanti eletti.
- 5. Tutta la terra era proprietà del popolo. Ogni regione l'affidava in uso alle obščiny o a singoli individui, a condizione che la coltivassero personalmente.
- 6. Le fabbriche e le officine erano proprietà del popolo e venivano affidate in uso alle comunità di fabbrica e di officina, alle quali appartenevano gli utili.

Per conquistare questi larghi obiettivi sarebbe stato necessario lottare contro tutti coloro che « vivevano sulle spalle del popolo »: i governanti, i grandi proprietari terrieri e i kulaki, i grossi commercianti e gli industriali. Gli operai dovevano organizzarsi in gruppi clandestini armati. Tali nuclei sarebbero stati parte effettiva, insieme con i gruppi contadini e le forze reclutate nell'esercito, del partito social-rivoluzionario.
Il programma delineava le possibili fasi di una rivoluzione. Oltre che nelle campagne, occorreva scatenare una rivolta in qualche città, specialmente nelle più importanti, tenendole nelle proprie mani e cercando di estendere le rivolte fino a giungere a un'insurrezione generale in tutta la Russia. A quel punto sarebbe stato formato un governo provvisorio che avrebbe immediatamente avviato le riforme previste nel programma. Allora il popolo avrebbe eletto i deputati dell'Assemblea costituente che, riunitasi a rivoluzione conclusa, avrebbe « sanzionato le conquiste popolari e fissato le leggi della federazione ».
Anche se il governo zarista, sotto la pressione degli avvenimenti, avesse accordato la Costituzione, il partito rivoluzionario avrebbe insistito con manifestazioni e sommosse, fino a quando il vecchio ordine non si fosse dimostrato incapace di resistere alle esigenze popolari.

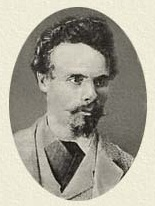
Michail Gračevskij

Željabov fu particolarmente attivo nel reclutamento di operai. Costituì un folto gruppo di studenti che svolgessero propaganda tra i lavoratori di Pietroburgo e fondò un periodico a loro dedicato, la « Rabočaja gazeta », stampata in una tipografia clandestina tenuta dall'operaio Tetërka e dalla Gel'fman. Redatta da Željabov, da Sablin e da pochi altri, ne furono pubblicati due numeri nella capitale, il 15 gennaio 1880 e il 27 gennaio 1881, e un terzo numero uscì a Mosca l'8 dicembre 1881.
Con il proselitismo si riuscì a organizzare qualche centinaio di operai di Pietroburgo; un buon successo fu ottenuto anche tra gli operai di Mosca, dove operarono Pëtr Tellalov, e poi Chalturin e la Ošanina. Un gruppo operaio fu creato a Odessa dalla Figner e da Kolodkevič, e poi affidato a Michail Trigoni, mentre a Kiev il gruppo di Narodnaja volja si trovò a competere con la ricostituita Unione operaia della Russia meridionale di Ščedrin e di Elizaveta Koval'skaja, che predicava il « terrorismo economico » contro gli sfruttatori degli operai, senza prendere in considerazione obiettivi politici. Tra i migliori elementi di Narodnaja volja provenienti dagli ambienti operai vi furono Chalturin, Presnjakov e Gračevskij.
Narodnaja volja non riuscì a penetrare negli ambienti dell'intelligencija che, a parte Michajlovskij, Uspenskij, Šelgunov e Garšin, si mantenne distante dall'organizzazione e non fece sentire la sua voce nemmeno su temi quali la libertà di pensiero e di stampa. Tra gli studenti ebbe maggior successo, ma non riuscì a provocare scioperi e manifestazioni di qualche rilevanza: quella del 20 febbraio 1880, tenuta all'Università di Pietroburgo e animata dagli studenti Kogan-Bernštejn e Podbel'skij - quest'ultimo schiaffeggiò il ministro Tolstoj - non ebbe seguito.
Particolare importanza fu attribuita dal Comitato esecutivo all'adesione a Narodnaja volja di ufficiali delle forze armate. Nel 1880 furono reclutati a Pietroburgo e a Kronštadt Degaev, Suchanov, Štromberg, Rogačëv, Senjagin e Bucevič. Altri ufficiali aderirono più tardi a Odessa, Nikolaev e Tiflis e complessivamente furono una settantina i narodovol'cy attivi nelle forze armate.

### La funzione dello Stato nella rivoluzione

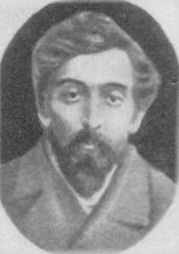
Pëtr Tellalov

Nel definire la novità rappresentata da Narodnaja volja nel movimento populista, Plechanov scrisse che il populismo aveva sempre avuto « una posizione nettamente negativa nei confronti di ogni idea di Stato; invece i narodovol'cy contavano di realizzare i loro piani di riforma sociale tramite l'apparato statale ». Conseguentemente, per Narodnaja Volja la « rivoluzione politica democratica » era la premessa delle riforme sociali.
Nei processi che li videro imputati, i narodovol'cy ribadirono esplicitamente la loro estraneità al principio anarchico di negazione dello Stato: « Da tanto ci chiamano anarchici » - affermò Kvjatkovskij nel 1880 - « ebbene, non è assolutamente vero. Nei nostri obiettivi concreti non abbiamo mai negato lo Stato in generale. Quello che neghiamo è una forma di organizzazione statale che tuteli unicamente gli interessi di un'infima parte della società ». Ancora più nettamente, nel 1881 Željabov dichiarò: « Siamo statalisti, non anarchici », e nel 1883 Tellalov, al « processo dei 17 » affermò: « Non vogliamo la distruzione dello Stato, ma semplicemente che siano garantiti tutti quei presupposti politici grazie ai quali la volontà del nostro popolo possa esprimersi liberamente ».
Il Comitato esecutivo di Narodnaja volja nel 1882 scrisse: « Il colpo di Stato è il nostro "essere o non essere". Se si farà, allora la rivoluzione s'incanalerà immediatamente nel giusto alveo. Se non si farà, il movimento rivoluzionario potrebbe deviare, inquinarsi e perdere gran parte della sua efficacia ». E aggiunse: « Siamo statalisti per convinzione e aspirazione, annettiamo cioè un'importanza di primo piano all'elemento statale, all'elemento del potere politico. Lo Stato è una forza, e come tale dev'essere intelligentemente organizzato ». Tale « intelligente organizzazione » era necessaria per la rivoluzione: « La rivoluzione si farà solo quando questo potere sarà in buone mani, ed è per questo che intendiamo conquistarlo ».

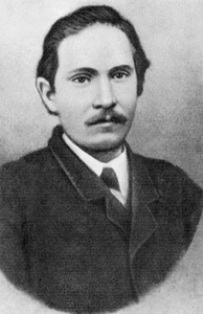
Pëtr Tkačëv

Nel pensiero rivoluzionario russo dell'Ottocento, tali concetti erano già stati difesi da Tkačëv, secondo il quale i rivoluzionari dovevano impadronirsi del potere trasformando il vecchio Stato in uno Stato rivoluzionario: « La rivoluzione si compie tramite uno Stato rivoluzionario che, da una parte, combatta ed elimini gli elementi conservatori e reazionari della società, e abolisca tutti gli istituti che impediscono l'instaurazione dell'eguaglianza e della fratellanza, e dall'altra, crei istituti nuovi che favoriscano tale sviluppo ».
Del tkacevismo i narodovol'cy respinsero però l'idea di « provocare nel paese ogni possibile trasformazione politica, semplicemente con ordini impartiti dall'autorità dall'alto e con l'obbedienza dei sudditi o cittadini dal basso ». Per introdurre i princìpi socialisti occorreva prima stimolare « l'attiva partecipazione del popolo alla riorganizzazione concreta » della società.
In sostanza, la posizione dei narodovol'cy si poneva tra quella dei « giacobini » seguaci di Tkačëv e quella di Čërnyj peredel, che negava ogni influenza, positiva o negativa, delle forme politiche sui rapporti economici. Di Narodnaja volja - scrisse Kibal'cič - era la visione che, « riconoscendo lo stretto legame e l'azione reciproca dei fattori economici e politici, sostiene che né il rivolgimento sociale si può realizzare senza determinate trasformazioni politiche, né, inversamente, le libere istituzioni politiche possono stabilirsi senza una determinata preparazione storica nella sfera economica ».
Il problema del rapporto tra rivoluzionari e popolo era concepito dai narodovol'cy da due diversi punti di vista. Nel programma del Comitato esecutivo si affermava che i rivoluzionari, preso il potere, lo avrebbero trasmesso all'Assemblea costituente; nel programma degli operai di Narodnaja volja era invece previsto che fosse un governo provvisorio formato da « persone note per la loro devozione alla causa del popolo » ad avviare le riforme.
Negli articoli di « Narodnaja Volja » si trova la giustificazione di queste due tesi. Se, una volta effettuato il colpo di Stato, « il popolo saprà fare la rivoluzione in campo economico », allora « il governo provvisorio al potere non dovrà far altro che sanzionare l'eguaglianza economica conquistata dal popolo ». Se invece la popolazione fosse rimasta passiva, « il governo provvisorio, oltre all'emancipazione politica del popolo, oltre all'instaurazione di nuovi istituti politici, s'incaricherà di realizzare la rivoluzione economica ».
Il partito rivoluzionario avrebbe « conservato il suo potere centrale solo per aiutare il popolo a organizzarsi », senza metter mano ad alcuna riforma, il cui compito era competenza esclusiva della volontà popolare. Soltanto nel « caso increscioso in cui l'organismo popolare non dia alcun segno di vita », il governo centrale avrebbe preso l'iniziativa di disporre le riforme sociali ed economiche.

## Gli attentati

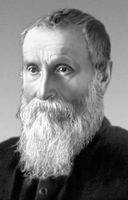
Michail Frolenko

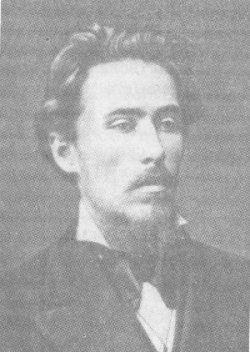
Stepan Širjaev

In ottemperanza alla decisione di uccidere lo zar, già dal settembre del 1879 Narodnaja Volja aveva preparato i primi attentati. Alessandro II si trovava allora nella sua residenza estiva di Livadija, in Crimea, e fu calcolato che, nel viaggio di ritorno a Pietroburgo previsto a fine autunno, o avrebbe raggiunto via mare Odessa per prendervi il treno per la capitale, o sarebbe partito direttamente da Livadija percorrendo la linea ferroviaria Char'kov-Mosca-San Pietroburgo. Nella prima eventualità fu minata la ferrovia a pochi chilometri di Odessa. L'attentato fu preparato da Kibal'čič, Kvjatkovskij, Vera Figner, Kolodkevič, Frolenko e Tat'jana Lebedeva: gli ultimi due erano riusciti a farsi assumere come casellanti e avrebbero dovuto far saltare la dinamite al passaggio del treno.
L'imperatore aveva però scelto la seconda alternativa, per la quale Željabov aveva organizzato il minamento della ferrovia presso Aleksandrovsk, piccolo centro situato tra la Crimea a Char'kov, avvalendosi della collaborazione di Presnjakov, Kibal'čič, Isaev e Tetërka. Poco prima Željabov, munito di falsi documenti, vi aveva aperto una conceria con due operai suoi amici, Tichonov e Okladskij: con gli abitanti del paese Željabov « faceva amicizia sinceramente, beveva e mangiava con loro, occupandosi intanto della sua impresa ». Il 18 novembre il treno imperiale passò sulla linea minata senza incidenti, perché l'innesco che doveva far brillare la dinamite non funzionò.
Restava una terza possibilità. A tre chilometri da Mosca Aleksandr Michajlov aveva acquistato una casa costeggiante la ferrovia, dove andarono ad abitare i narodovol'cy Gartman e Sof'ja Perovskaja. Questi, con Isaev, Morozov, Širjaev, Barannikov, Gol'denberg e Arončik scavarono una galleria che congiunse la cantina alla linea ferroviaria, sotto la quale piazzarono la dinamite. Il 19 novembre, intorno all'ora prevista, passarono, a pochi minuti di distanza, due treni diretti a Mosca. Širjaev fece brillare la dinamite al passaggio del secondo treno: l'esplosione causò il deragliamento delle vetture, senza provocare alcuna vittima. Quello era però il treno che portava il seguito dell'imperatore, che giunse illeso a Mosca sul primo treno.

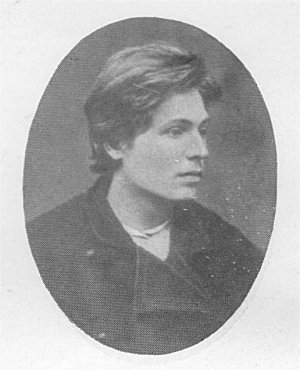
Andrej Presnjakov

Per un anno la polizia non seppe dei tentativi operati a Odessa e Aleksandrov. Le indagini sull'attentato di Mosca portarono all'arresto, a Pietroburgo, di Kvjatkovskij e di Evgenija Figner, la sorella di Vera. I due furono imputati, con Presnjakov, Zundelevič, Širjaev e altri, nel « processo dei 16 », tenuto dal 6 all'11 novembre 1880, che si concluse con la condanna a morte di Kvjatkovskij e Presnjakov e l'ergastolo per Zundelevič e Širjaev, mentre la Figner ebbe quindici anni di lavori forzati. Okladskij, già condannato a morte, vide in un primo tempo commutata la sua pena in quella dell'ergastolo grazie alle sue rivelazioni che portarono all'arresto di numerosi narodovol'cy, e poi, liberato, divenne un collaboratore fisso della polizia. Lev Gartman riuscì invece a sfuggire all'arresto rifugiandosi in Francia, che rifiutò l'estradizione richiesta dalla Russia grazie anche alla mobilitazione dell'opinione pubblica democratica francese, e Gartman poté trasferirsi in Inghilterra.
Alla fine del gennaio del 1880 la polizia riuscì a individuare, quasi per caso, la tipografia di Narodnaja volja. Si trovava in un appartamento al centro di Pietroburgo, dove abitavano, sotto falsa identità, Nikolaj Buch e Sofija Ivanova, oltre alla giovane sarta Marija Grjaznova nelle finte spoglie di loro domestica. La casa era frequentata anche da due tipografi, i narodovol'cy Abram Lubkin e Lejzer Cukerman. All'arrivo della polizia ci fu una lunga sparatoria, al termine della quale Lubkin preferì suicidarsi. Gli altri quattro furono imputati nel «processo dei 16», nel quale furono condannati ai lavori forzati.
Mentre accadevano questi fatti, Narodnaja volja stava preparando il più spettacolare dei tentativi terroristici: quello di far saltare in aria gli appartamenti dell'imperatore nel Palazzo d'Inverno. Nel settembre del 1879 vi era stato assunto come ebanista Stepan Chalturin, fondatore con Viktor Obnorskij dell'Unione settentrionale degli operai russi e anche valente artigiano. Naturalmente, Chalturin era stato munito di falsi documenti d'identità. Era stato alloggiato con altri operai in una camerata posta nelle cantine del palazzo e poteva entrare e uscire liberamente.

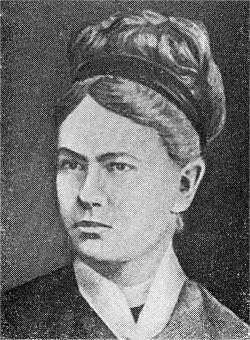
Sof'ja Ivanova

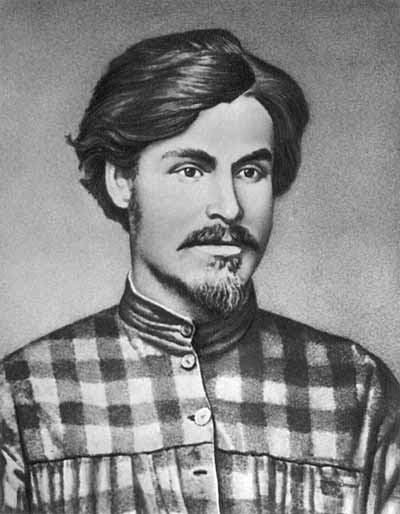
Stepan Chalturin

Poteva così tenersi in contatto con Kviatkovskij, che gli forniva periodicamente una certa quantità di esplosivo, che Chalturin introduceva e nascondeva nel palazzo. Si trattava di sistemare, al momento opportuno ed eludendo la sorveglianza, la dinamite sotto il pavimento di una delle sale e farla esplodere mediante un meccanismo a orologeria. Quando Kviatkovskij fu arrestato, Željabov divenne il suo contatto esterno e con lui la sera del 17 febbraio 1880 Chalturin assistette, fuori dal palazzo, all'esplosione che provocò il crollo del pavimento della sala da pranzo situata al primo piano. Vi furono undici morti e cinquantasei feriti. Alessandro II, che in quel momento si trovava in un'altra stanza del piano superiore, rimase illeso.
Chalturin trovò rifugio in uno degli appartamenti clandestini di Narodnaja volja e poi si trasferì a Mosca. La vera identità dell'attentatore rimase per anni sconosciuta agli inquirenti. Si capì che l'autore dell'esplosione era stato quell'ebanista, ma sulle prime si pensò a un complotto di aristocratici. Il « Listok Narodnoj Volj » rivendicò l'attentato in un ironico articolo: « quel famoso falegname, di cui tanto si discorre, è effettivamente un operaio d'origine e mestiere [...] Le chiacchiere dei giornali, secondo le quali egli sarebbe d'origine aristocratica, sono per lui estremamente sgradevoli, ed egli ha pregato la direzione di Narodnaja Volja di ristabilire il fatto della sua pura origine operaia ».
L'attentato, che aveva dimostrato la capacità di Narodnaja volja di colpire fin dentro al cuore dell'autocrazia, provocò una crisi politica che portò alla riorganizzazione della Terza Sezione e alla salita al potere del generale Loris-Melikov come ministro degli Interni dotato di poteri eccezionali. Ma i tentativi di uccidere lo zar proseguirono.

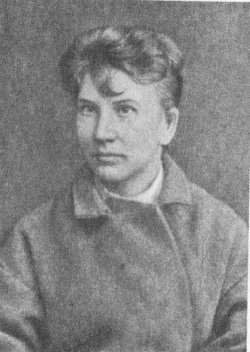
Anna Jakimova

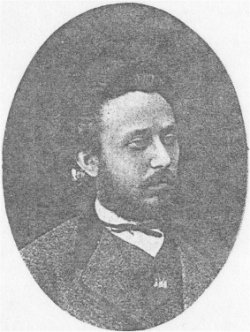
Nikolaj Sablin

Un mese dopo Sof'ja Perovskaja e Nikolaj Sablin, sempre sotto falsa identità, affittarono a Odessa un negozio che si affacciava sull'Ital'janskaja ulica (Via italiana), una delle principali arterie della città, nella quale il corteo imperiale era solito passare quando in estate lo zar arrivava in Crimea per stabilirsi, come di consueto, a Livadija. Nel retrobottega, insieme con Isaev, Zlatopol'skij e Anna Jakimova, Perovskaja e Sablin cominciarono a scavare una galleria che sarebbe dovuta giungere sotto il centro della strada, e lì avrebbero deposto una carica d'esplosivo. Quella volta Alessandro II arrivò però a Odessa prima del previsto, quando lo scavo era ancora in corso, e il progetto fu abbandonato.
Contemporaneamente, Željabov e Tetërka avevano progettato di far saltare il ponte sul quale sarebbe passato l'imperatore per raggiungere dal Palazzo d'Inverno la stazione ferroviaria. Trentatré chili di dinamite furono sistemati sul fondo del canale sottostante ma Tetërka mancò l'appuntamento nel giorno stabilito. La polizia, che l'anno dopo recuperò la dinamite, constatò che l'esplosivo e la miccia erano ancora utilizzabili.
Anche se durante la preparazione o l'esecuzione degli attentati nessun rivoluzionario era caduto nelle mani della polizia, dando così di Narodnaja volja l'immagine di un'organizzazione tanto audace quanto invulnerabile, nella realtà si verificava un lento stillicidio di arresti di militanti. Oltre ai sedici condannati nel processo dell'11 novembre, nel giugno del 1880 erano stati condannati undici affiliati alla vecchia Zemlja i Volja, in luglio altri ventun rivoluzionari di Kiev erano stati imprigionati o inviati ai lavori forzati e il 10 dicembre, per un'imprudenza, cadde nelle mani della polizia Aleksandr Michajlov. Dal carcere scrisse agli amici: « Non fatevi prendere dal desiderio di vendicare o liberare i compagni [...] non c'è che una teoria sola: conquistare la libertà per avere la terra [...] La via è una sola: sparare al centro ». E sparare al centro significava uccidere l'imperatore.

### L'assassinio dello zar

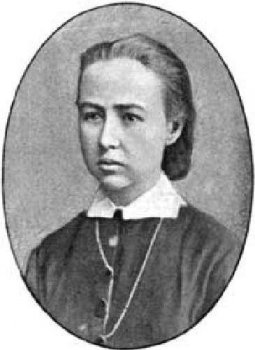
Sof'ja Perovskaja

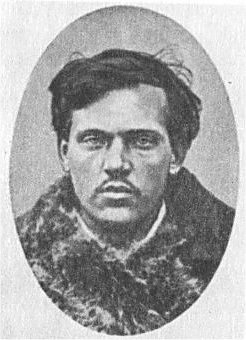
Timofej Michajlov

Era noto che Alessandro II, nei suoi spostamenti domenicali per Pietroburgo, passava quasi sempre per la centrale Malaja sadovaja, « la piccola via del giardino ». Jurij Bogdanovič e Anna Jakimova, presentatisi come i coniugi Kobozevy, riuscirono ad affittare un negozio al numero 56 della strada e cominciarono a vendervi formaggi, ma ogni notte, alternandosi con Frolenko, Suchanov, Željabov e altri, scavavano una galleria che dal retrobottega doveva arrivare fin sotto il centro della via.
La galleria non fu scoperta da un superficiale sopralluogo effettuato a febbraio dalla polizia per verificare le condizioni igieniche del negozio. L'11 marzo ci fu la grave perdita per Narodnaja volja, causata dall'arresto di Željabov, l'anima del Comitato esecutivo. Fu sostituito dalla Perovskaja, ma ormai era tutto pronto per domenica 13 marzo.
Il piano prevedeva che Frolenko avrebbe fatto saltare la strada al passaggio del corteo imperiale. Subito dopo sarebbero entrati in azione, nell'ordine, Rysakov, Grinevickij, Michajlov e Emel'janov, ciascuno munito di una bomba ideata da Kibal'čič: due tubi incrociati di nitroglicerina, confezionati in modo che esplodessero qualunque fosse l'impatto con l'obiettivo. La Perovkaja avrebbe controllato l'itinerario seguito dallo zar, avvertendo i quattro compagni in caso di mutamento di programma.
In effetti, la presenza di Željabov a Pietroburgo aveva causato forti preoccupazioni a corte. In mattinata Alessandro II avrebbe dovuto presenziare nel maneggio alla rivista delle truppe e il ministro Loris-Melikov avvertì l'imperatore della possibilità di un attentato. La moglie dello zar, la principessa Dolgorukova, gli consigliò di mutare percorso: egli avrebbe dovuto evitare il Nevskij Prospekt e la Malaja sadovaja e percorrere invece la strada che costeggia il canale Caterina. Così fece, e la Perovskja, visto il nuovo itinerario, dispose che i quattro compagni si disponessero lungo la ringhiera del canale in attesa del ritorno dello zar.

Nikolaj Rysakov

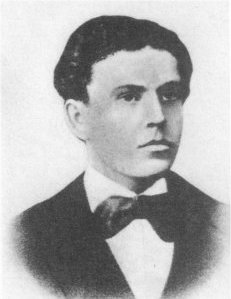
Ignatij Grinevickij

Poco dopo le due del pomeriggio il corteo imperiale, formato da tre slitte e da uno squadrone di cosacchi, faceva ritorno al Palazzo d'Inverno. Avvertito dal segnale di Sof'ja Perovskaja, Rysakov gettò la sua bomba contro la slitta dello zar. L'esplosione ferì diverse persone ma lasciò illeso l'imperatore che fermò il corteo e scese dalla slitta, dirigendosi verso il gruppo di soldati che aveva subito arrestato Rysakov. Lo interrogò brevemente e s'avviò per ripartire, quando Grinevickij da due passi gli lanciò addosso la sua bomba. Alessandro II morì un'ora dopo nel suo palazzo, Grinevickij spirò in serata all'ospedale. L'attentato provocò altri tre morti e una ventina di feriti.
Rysakov, interrogato a lungo e sperando di aver salva la vita, finì per rivelare quanto sapeva della congiura. Così, il 15 marzo i poliziotti irruppero nella casa di Gesja Gel'fman e Nikolaj Sablin, che resistette sparando, poi, vistosi perduto, si suicidò, mentre la Gel'fman venne arrestata. Sorvegliarono poi la casa e il giorno dopo arrestarono Timofej Mchajlov che, ignaro dell'accaduto, vi si era presentato. Il 16 marzo la polizia scoprì il negozio ormai abbandonato di Malaja sadovaja, e vi trovò la dinamite. Il 22 marzo, notata da un poliziotto sulla Prospettiva Nevskij, fu arrestata Sof'ja Perovskaja, e il 29 marzo fu la volta di Kibal'čič, il "tecnico" dell'attentato.
L'istruttoria fu rapida. Željabov, poco dopo il suo arresto, aveva denunciato la sua partecipazione all'attentato, dichiarandosi il vero responsabile dell'azione, che rivendicò a tutto il partito. Il processo, che si aprì il 7 aprile, vide sei imputati: Željabov, Perovskaja, Gel'fman, Kibal'čič, Michajlov e Rysakov, che fu l'unico a dichiararsi pentito del gesto.

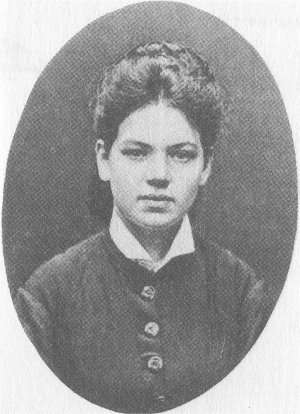
Gesja Gel'fman

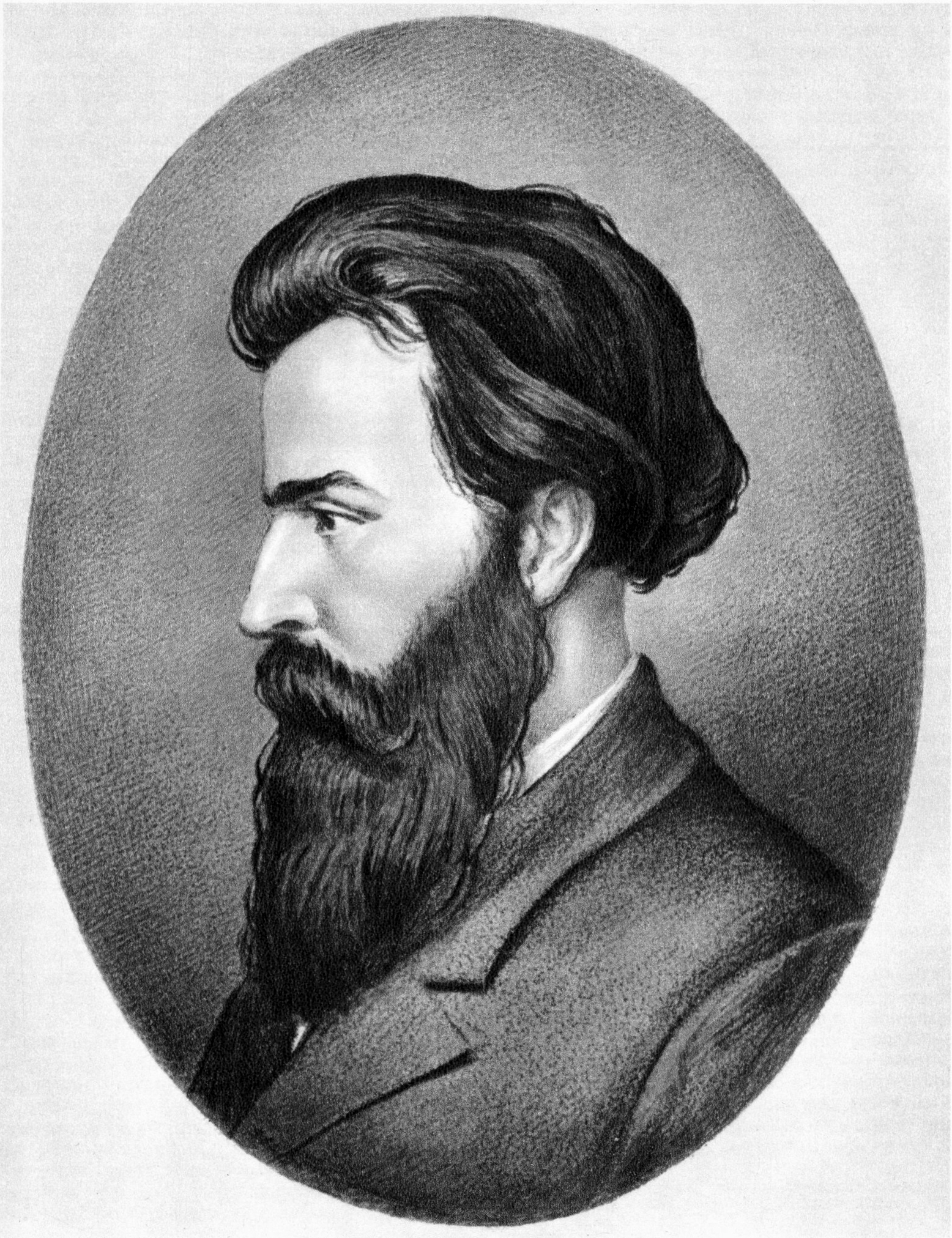
Andrej Željabov

In aula, Željabov rifece la storia di una generazione di rivoluzionari: « Abbiamo tentato diversi mezzi per agire a favore del popolo. All'inizio degli anni '70 abbiamo scelto la vita dei lavoratori, la propaganda pacifica delle idee socialiste. Il movimento era estremamente innocuo ». Malgrado rifiutasse ogni violenza, il movimento venne soffocato: « Il breve periodo che vivemmo tra il popolo ci mostrò quanto vi fosse nelle nostre idee di libresco e di dottrinario [...] Decidemmo allora di agire a nome degli interessi creati dal popolo, inerenti alla sua vita, da esso stesso riconosciuti. Questo fu il carattere distintivo del populismo. Da metafisico e sognatore si fece positivista ».
Al posto della propaganda, furono posti in primo piano i fatti: « Nel 1878 per la prima volta fece la sua comparsa l'idea di una lotta più radicale [...] Le radici del 1º marzo vanno cercate nelle concezioni dell'inverno 1877-78 [...] Il partito non aveva ancora abbastanza chiaro di fronte agli occhi il significato della struttura politica per il destino del popolo russo ». A Lipeck fu deciso di dare battaglia al sistema politico per giungere « a un rivolgimento violento attraverso una congiura, organizzando a questo scopo le forze rivoluzionarie nel senso più largo della parola [...] Con questo spirito mi sforzai di dar vita a un'organizzazione unica, centralizzata, composta di gruppi autonomi ma che agisse secondo un unico piano comune, nell'interesse di uno scopo comune ».
Il 12 aprile Željabov, Perovskaja, Kibal'čič, Michajlov e Rysakov furono condannati a morte. Il nuovo zar Alessandro III si rifiutò di commutare la pena di Rysakov mentre la Gel'fman, in quanto incinta, fu condannata all'ergastolo. Nell'indignazione dell'opinione pubblica internazionale il suo bambino, nato nella fortezza Pietro e Paolo dove la Gel'fman era rinchiusa, le fu strappato e messo in un orfanotrofio dove morì di lì a pochi mesi il 6 febbraio 1882. Cinque giorni dopo morì anche la madre.
La mattina del 15 aprile 1881, sul patibolo eretto in piazza Semënovskij, Željabov, Perovskaja, Kibal'čič e Michajlov si abbracciarono per l'ultima volta, ignorando Rysakov, che fu impiccato per ultimo.

### La lettera ad Alessandro III

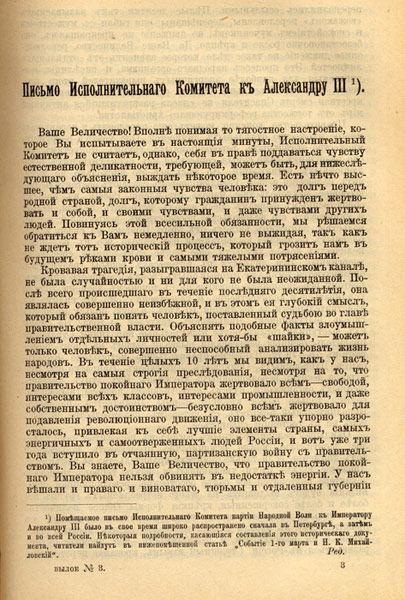
La lettera ad Alessandro III

L'insurrezione sperata da Narodnaja volja non ci fu. Nelle università si manifestò soddisfazione, in qualche provincia ci furono disordini, ma generalmente nelle campagne l'attentato fu attribuito ai nobili, nella radicata illusione che il vecchio zar difendesse i contadini dai soprusi dei proprietari terrieri. Non mancarono nemmeno i consueti pogrom ai danni degli ebrei. Per questo motivo, l'appello indirizzato il 14 marzo dai narodovol'cy ai mužiki per invitarli alla rivolta rimase senza esito.
Il 22 marzo Narodnaja volja pubblicò la Lettera del Comitato esecutivo ad Alessandro III, scritta da Tichomirov e approvata dai superstiti dirigenti del partito. La lettera affermava che la « triste necessità » di quella « lotta sanguinosa » derivava dall'esistenza in Russia di un governo « degenerato in una pura camarilla », una vera e propria « banda usurpatrice » che non aveva nulla in comune con i desideri del popolo. Poiché non era possibile « sterminare tutto il popolo, né eliminare lo scontento con le repressioni », si proponevano due soluzioni: o la rivoluzione, oppure « il passaggio volontario del potere supremo al popolo ».
Il Comitato esecutivo raccomandava la seconda strada, e Narodnaja volja s'impegnava a cessare ogni attività terroristica. Il governo avrebbe dovuto emanare un'amnistia generale per tutti i detenuti politici e convocare i comizi elettorali per la costituzione di un'Assemblea costituente: « i deputati siano eletti da tutte le classi e tutti i ceti, senza distinzioni, proporzionalmente al numero di abitanti; nessuna limitazione venga posta agli elettori e ai deputati; la campagna elettorale e le elezioni vengano fatte del tutto liberamente ». Era perciò necessario assicurare libertà di stampa, di parola, di riunione e di propaganda elettorale.
Alessandro III non prese minimamente in considerazione le proposte di Narodnaja Volja. Accantonò la timida riforma amministrativa preparata da Loris-Melikov e approvata da suo padre, costringendo il ministro alle dimissioni. Il 12 maggio 1881 fu pubblicato il manifesto redatto, a nome dell'imperatore, dal suo mentore Konstantin Pobedonoscev e dal pubblicista reazionario Michail Katkov: « invitiamo tutti i fedeli sudditi nostri a servire Noi e lo Stato in fede e verità, al fine di sradicare l'abominevole sovversivismo che infanga la terra russa, consolidare la fede e la morale [...] restaurare l'ordine e la giustizia ». All'« età delle riforme » promesse seguiva quella dell'aperta reazione.

## Crisi e fine di Narodnaja volja
L'attentato fu pagato da Narodnaja volja a duro prezzo. Dei ventisette che avevano costituito il suo Comitato esecutivo, rimanevano vivi e in libertà soltanto otto: Gračevskij, Tellalov, Bogdanovič, Zlatopol'skij, Tichomirov, Anna Pribylëva-Korba, Marija Ošanina e Vera Figner. Abbandonarono Pietroburgo e si nascosero a Mosca. L'ambiente moscovita era molto meno ricettivo alle idee rivoluzionarie rispetto a Pietroburgo, « la capitale della vita statale e di tutte le forze intellettuali del paese, il posto dove si concentravano anche tutti gli elementi di opposizione ».
La Figner si recò subito a Odessa con il tenente di marina Bucevič per riorganizzarvi il gruppo operaio, in difficoltà dopo l'arresto in febbraio di Michail Trigoni, e per prendere contatto con il gruppo degli ufficiali della locale guarnigione e di quella di Nikolaev, simpatizzanti per Narodnaja volja. Insieme con il tenente colonnello Ašenbrenner decisero che l'organizzazione militare di Odessa entrasse a pieno titolo a far parte di Narodnaja volja, e s'impegnasse a insorgere al momento opportuno.

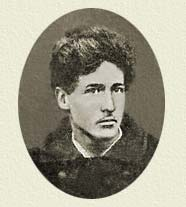
Nikolaj Želvakov

Vera Figner rientrò a Mosca nell'ottobre del 1881. Abbattere l'autocrazia rimaneva il compito primario di Narodnaja volja, che sperava di attrarre su questo obiettivo altre forze politiche: « Il rivoluzionario socialista, il radicale e il liberale su questo punto solo per gradi e per dettagli, a causa della differenza degli scopi finali » - scriveva in ottobre « Narodnaja Volja » - « Ma la democratizzazione del supremo potere statale, la sua sottomissione alla volontà popolare appare di per sé egualmente necessaria a tutti i partiti, quale fondamento di qualsiasi ulteriore riforma ».
Né i liberali né i vecchi credenti collaborarono in alcun modo con Narodnaja volja, che decise di riprendere la via del terrorismo. Nel febbraio del 1882 « Narodnaja Volja » rilevava che la mancanza di reazioni all'attentato del 13 marzo dimostrava la « completa inconsistenza delle classi culturali » russe: « Davanti a noi c'è sempre lo stesso nemico, senza nuovi alleati, e di conseguenza non abbiamo alcuna ragione di modificare i nostri compiti pratici [...] nessuna classe privilegiata è, secondo noi, cointeressata alla conquista dei diritti politici [...] noi, socialisti rivoluzionari, ci assumeremo l'incarico di compiere la rivoluzione politica ».
Già in dicembre Figner e Chalturin avevano progettato l'uccisione di Vasilij Strel'nikov, procuratore militare di Odessa, tra i maggiori responsabili dei pogrom avvenuti nella Russia meridionale dopo l'attentato allo zar. Vera Figner tornò a Mosca poco prima dell'attentato e Strel'nikov fu ucciso a Odessa il 30 marzo 1882 dai colpi di pistola di Nikolaj Želvakov, che fu però subito catturato insieme con Chalturin durante il loro successivo tentativo di fuga. Entrambi furono impiccati il 3 aprile.

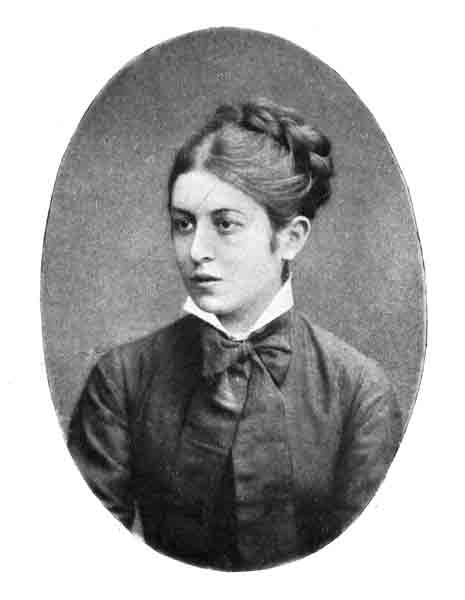
Vera Figner

Anche il gruppo di Mosca era stato raggiunto dalla repressione della polizia. Quando il 22 marzo 1882 vi fu arrestato Bogdanovič, la maggior parte dei narodovol'cy abbandonarono la città. Marija Ošanina fuggì a Parigi e Tichomirov raggiunse Rostov e di qui, con falsi documenti, espatriò stabilendosi a Ginevra. Il 17 giugno fu la volta di Bucevič, Gračevskij e di Anna Pribylëva-Korba a cedere nelle mani dell'Ochrana. Di tutti i membri del Comitato esecutivo, soltanto la Figner era rimasta ancora libera in Russia.
Vera Figner, con gli ultimi narodovol'cy di Mosca, si nascose a Char'kov e da qui stabilì contatti con il gruppo di Kiev guidato da Afanasij Spandoni. In settembre fu raggiunta da Degaev: con questi e con Spandoni progettò la ricostituzione del Comitato esecutivo e l'installazione di una nuova tipografia. La Figner non sapeva però che Degaev era divenuto ormai un collaboratore dell'Ochrana e con le sue informazioni aveva appena fatto arrestare l'intero circolo militare di Tiflis aderente a Narodnaja volja. Grazie all'aiuto finanziario di Sof'ja Subbotina e del materiale fornito da Michajlovskij, fu impiantata ad Odessa, nell'appartamento di Degaev, una nuova tipografia. Un mese dopo, il 1º gennaio 1883, la polizia vi fece irruzione arrestando i cinque addetti: Degaev, la moglie, Spandoni, Dmitrij Surovcev e Marija Kaljużnaja.
Tre giorni dopo Dagaev incontrò la Figner raccontandole di una sua rocambolesca fuga dopo l'arresto. Era una menzogna, poiché in realtà l'Ochrana lo aveva appositamente incaricato di avvicinare Vera Figner, sperando di poterla finalmente catturare. Fu così che il 10 febbraio 1883, uscendo dal suo rifugio clandestino di Char'kov, la Figner venne arrestata. Con lei cadeva l'ultimo esponente del Comitato esecutivo e l'intera organizzazione militare della Russia meridionale. Narodnaja volja era stata distrutta.

### Gli ultimi tentativi

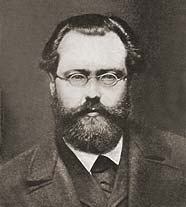
German Lopatin

I narodovol'cy emigrati all'estero si ritrovarono a Parigi per concordare i modi di una possibile riorganizzazione del partito. Alla riunione parteciparono, nel gennaio del 1884, Lopatin, Ošanina, Serebrjakov, Tichomirov e pochi altri. Fu deciso che Lopatin rientrasse clandestinamente a Pietroburgo, dove era stato creato, per iniziativa del giovane scrittore Pëtr Jakubovič, un nuovo gruppo rivoluzionario denominato Molodaja Narodnaja Volja (Giovane Narodnaja Volja).
La Molodaja Narodnaja Volja riteneva che occorresse indirizzare l'attività terroristica contro gli industriali e i grandi proprietari terrieri, così da guadagnare simpatie e adesioni tra gli operai e i contadini e giungere « alla fusione, necessaria per la rivoluzione sociale, della forza del popolo con la coscienza del partito rivoluzionario ». Si trattava di una riproposizione del « terrorismo economico » contro gli sfruttatori degli operai e dei contadini già praticato dall'Unione operaia della Russia meridionale di Ščedrin e di Elizaveta Koval'skaja, che era stato a suo tempo rifiutato da Narodnaja Volja.
In aprile Lopatin prese contatto con il gruppo di Molodaja Narodnaja Volja, Fu deciso di riprendere le pubblicazioni dell'organo del partito, interrotte fin dal febbraio del 1882: fu così che in settembre apparve il decimo numero di « Narodnaja Volja », stampato in due tipografia clandestine a Rostov e a Dorpat. Lopatin si oppose al terrorismo di fabbrica e nelle campagne, insistendo piuttosto sugli obiettivi politici dell'azione terroristica, e si dichiarò favorevole al proselitismo socialista tra gli operai, quale utile mezzo di reclutamento di nuovi attivisti.
Lopatin, svolgendo una frenetica attività, riuscì in qualche mese a ristabilire i collegamenti tra i diversi gruppi di rivoluzionari stabiliti a Pietroburgo, Mosca, Černigov, Char'kov, Ekaterinoslav, Kazan', Kiev, Novočerkassk, Orël, Perm', Rostov, Saratov, Tula. Fu l'azione di una spia a provocare la fine delle sue speranze di ricostituire Narodnaja Volja. L'infiltrato Belino-Bržosowski lo denunciò alla polizia e il 7 ottobre 1884 Lopatin fu arrestato a Pietroburgo. Dopo di lui, in tutta la Russia vennero in breve tempo arrestate diverse centinaia di persone.

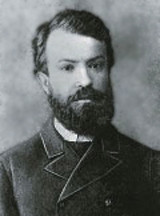
Vladimir Bogoraz

Un estremo tentativo di far sopravvivere Narodnaja Volja fu compiuto da Boris Oržich e da Vladimir Bogoraz. Nel settembre del 1885 Oržich riunì a Ekaterinoslav narodovol'cy provenienti dal sud della Russia per un nuovo sforzo organizzativo e per riprendere i contatti con rivoluzionari del nord. Approntata una tipografia clandestina a Taganrog, pubblicò quello che fu l'ultimo numero di « Narodnaja Volja » e l'opuscolo La lotta delle forze sociali. Vi si svolgevano i consueti temi del partito ponendo un particolare accento sull'obščina quale punto di partenza di un'organizzazione socialista delle masse contadine russe, contrapposte a quelle occidentali, conservatrici e indifferenti al socialismo perché educate « negli istituti e nei costumi della proprietà privata ». Ai primi del 1886 la tipografia fu scoperta dalla polizia che arrestò Oržich e altri suoi compagni. Il 9 dicembre cadeva anche il gruppo moscovita di Vladimir Bogoraz.
Alla fine dell'anno un gruppo di studenti, denominatisi Gruppo terroristico di Narodnaja Volja. progettò un attentato contro Alessandro III che avrebbe dovuto essere eseguito il 13 marzo 1887, anniversario dell'assassinio di Alessandro II, nello stesso luogo dove questi aveva perduto la vita. La polizia, sotto il comando del tenente generale Pëtr Gresser, prefetto di San Pietroburgo fedele all'autocrazia, controllava però da giorni le loro mosse e gli attentatori furono arrestati sul Nevskij Prospekt prima del passaggio dell'imperatore. Il 20 maggio 1887 cinque di loro, tra i quali Aleksandr Ul'janov, il fratello maggiore di Lenin, vennero impiccati.
Narodnaja volja era finita per sempre, ma non i suoi ideali: se un centro organizzativo non fu più ricostituito, « gruppi locali si svilupparono e crebbero, e poco a poco si collegarono nello strato clandestino, dal quale vent'anni dopo sarebbe scaturita l'ondata di liberazione ». Negli anni Novanta del XIX secolo sorsero in numerose città della Russia molte organizzazioni illegali che in varia misura si collegavano alla tradizione di Narodnaja volja. Nel 1891 fu fondato a Pietroburgo il Gruppo dei narodovol'cy, nel 1896 a Mosca l'Unione dei Socialisti-rivoluzionari, nel 1899 fu costituito a Minsk il Partito operaio per la liberazione politica della Russia e nell'estate del 1900 gruppi rivoluzionari della Russia meridionale si fusero a Char'kov nel Partito dei Socialisti-rivoluzionari.
Le vicende di Narodnaja volja acquisirono nel tempo un carattere quasi leggendario. Il suo nome divenne quasi « il simbolo dell'opposizione ferma e risoluta al dispotismo autocratico, il modello di un'agguerrita tecnica cospirativa, e sarà citato con rispetto e ammirazione da tutti i futuri combattenti, anche da coloro che propugneranno un netto e risoluto distacco dalla tradizione populistica ».

## Letteratura
Il romanzo L'impazienza (Neterpenie) di Jurij Trifonov, uscito in Unione Sovietica nel 1973 e pubblicato nel 1978 anche in Italia, è incentrato sulla figura di Andrej Željabov e dei suoi compagni, rispettando la verità storica dei fatti. L'impazienza di agire è la caratteristica distintiva dei narodovol'cy, mentre la « sete di amore » di Željabov corrisponde alla sua impossibilità di amare: « il significato della sua vita si risolve così in un lungo inseguimento della morte, lasciando aperto l'interrogativo se si sia trattato di un fallimento o di una vittoria ».